# SASUKEの大会結果一覧
SASUKEの大会結果一覧（サスケのたいかいけっかいちらん）は、SASUKEの各大会の概要と結果の一覧を掲載したものである。

## 歴代大会の詳細と結果

### 第1回大会
放送日 1997年9月27日
究極のサバイバルアタックSASUKE 合計18エリア（1st-8 2nd-6 3rd-3 FINAL-1）
史上唯一、屋内（東京ベイNKホール）で行われ、1stステージではダイジェストを含め唯一100人全員が放送された。
筋肉番付公式書籍の見解によると、ケイン・コスギ、池谷幸雄が完全制覇の最有力候補と目されていたが、それぞれ3rd、2ndでの脱落という大番狂わせとなった。
尚、2024年の第42回終了時点で、川島が10代初にして現最年少ファイナリスト（放送日当時の年齢:18歳1ヶ月23日）となっている。
| STAGE | 実況                                        | クリア人数 | 制限時間 | 最速タイム者 | 残りタイム | 備考 |
| ----- | ------------------------------------------- | ---------- | -------- | ------------ | ---------- | ---- |
| 1st   | 戸崎貴広（80番まで） 古舘伊知郎（81番以降） | 23名       | 70秒     | 宮城英和     | 33.0秒     |      |
| 2nd   | 古舘伊知郎                                  | 6名        | 50秒     | 山本義人     | 9.2秒      |      |
| 3rd   | 古舘伊知郎                                  | 4名        |          |              |            |      |
| FINAL | 古舘伊知郎                                  | 0名        | 30秒     |              |            |      |

| ゼッケン | 名前           | ステージ | エリア         | 備考     |
| -------- | -------------- | -------- | -------------- | -------- |
| 97       | 大森晃         | FINAL    | 15m綱登り      | 残り約3m |
| 49       | 川島孝幸       | FINAL    | 15m綱登り      | 残り約5m |
| 96       | 長谷川健       | FINAL    | 15m綱登り      | 残り約7m |
| 72       | 楊崇           | FINAL    | 15m綱登り      | 残り約7m |
| 89       | ケイン・コスギ | 3rd      | ポールブリッジ | 6→7本目  |
| 18       | 山本義人       | 3rd      | ポールブリッジ | 5→6本目  |

### 第2回大会
放送日 1998年9月26日
SASUKE1998秋 合計18エリア（1st-7 2nd-6 3rd-4 FINAL-1）
この回から野外スタジオ（緑山）で行われるようになる。初田啓介がサブ実況として初出演、以降第12回まで実況は古舘と初田の2名体制となっていた。またこの大会より垂木勉がナレーションを務めた。
田邊智恵が女性で史上初の1stクリアを達成。筋肉番付公式書籍の見解によると、池谷直樹は今大会の本命と目されたが、1stの序盤エリア・ぶら下がり丸太での脱落という大番狂わせとなった。
2ndから雨が降り始め、スパイダーウォークでの脱落者が続出。2大会連続2nd進出の挑戦者の中には「前回より滑る」と語った者もいた。
| STAGE | 実況                                        | クリア人数 | 制限時間 | 最速タイム者 | 残りタイム  | 備考                                                     |
| ----- | ------------------------------------------- | ---------- | -------- | ------------ | ----------- | -------------------------------------------------------- |
| 1st   | 初田啓介（80番まで） 古舘伊知郎（81番以降） | 34名       | 60秒     | 山本義人     | 24.36秒以上 | エリア変更なしで制限時間10秒減。最速タイム者は全カット。 |
| 2nd   | 古舘伊知郎                                  | 9名        | 50秒     | 海老原匡一   | 12.9秒      |                                                          |
| 3rd   | 古舘伊知郎                                  | 2名        |          |              |             |                                                          |
| FINAL | 古舘伊知郎                                  | 0名        | 30秒     |              |             |                                                          |

| ゼッケン | 名前       | ステージ | エリア           | 備考                                  |
| -------- | ---------- | -------- | ---------------- | ------------------------------------- |
| 97       | 田中光     | FINAL    | 15m綱登り        | 残り約2m                              |
| 99       | 大森晃     | FINAL    | 15m綱登り        | 残り約6m                              |
| 83       | 吉崎浩亮   | 3rd      | パイプスライダー | 着地失敗                              |
| 30       | 三浦英一   | 3rd      | パイプスライダー | 着地失敗                              |
| 95       | 中村繁之   | 3rd      | パイプスライダー | 2本目、途中                           |
| 20       | 山本進悟   | 3rd      | パイプスライダー | 2本目、途中                           |
| 70       | 海老原匡一 | 3rd      | パイプスライダー | 2本目、開始直後、バーがレールから脱線 |
| 65       | 長谷川健   | 3rd      | パイプスライダー | 2本目、開始直後                       |
| 42       | 山本達也   | 3rd      | パイプスライダー | 1本目→休憩地点                        |

### 第3回大会
放送日 1999年3月13日
SASUKE1999春 合計18エリア（1st-7 2nd-6 3rd-4 FINAL-1）
初の春開催。1stにローリング丸太が新設。山田勝己は完全制覇まで30cmという所まで迫り、「完全制覇に最も近い男」と呼ばれるようになる。
| STAGE | 実況                                        | クリア人数 | 制限時間 | 最速タイム者 | 残りタイム | 備考                            |
| ----- | ------------------------------------------- | ---------- | -------- | ------------ | ---------- | ------------------------------- |
| 1st   | 初田啓介（80番まで） 古舘伊知郎（81番以降） | 13名       | 60秒     | 山本進悟     | 18.8秒     |                                 |
| 2nd   | 古舘伊知郎                                  | 6名        | 50秒     | 山本進悟     | 13.6秒     |                                 |
| 3rd   | 古舘伊知郎                                  | 5名        |          |              |            | 3rdステージクリア最多人数記録。 |
| FINAL | 古舘伊知郎                                  | 0名        | 30秒     |              |            |                                 |

| ゼッケン | 名前     | ステージ | エリア           | 備考            |
| -------- | -------- | -------- | ---------------- | --------------- |
| 89       | 山田勝己 | FINAL    | 15m綱登り        | 残り約30cm      |
| 13       | 山本進悟 | FINAL    | 15m綱登り        | 残り約3m        |
| 100      | 大森晃   | FINAL    | 15m綱登り        | 残り約7m        |
| 54       | 山本達也 | FINAL    | 15m綱登り        | 残り約7m        |
| 49       | 松本稔   | FINAL    | 15m綱登り        | 残り約7m        |
| 10       | 長谷川健 | 3rd      | パイプスライダー | 2本目、開始直後 |

### 第4回大会
放送日 1999年10月16日
完全制覇者 秋山和彦
SASUKE1999秋 合計18エリア（1st-7 2nd-5 3rd-5 FINAL-1）
3rdにクリフハンガーが新設され、パイプスライダーのゴール地点が離された。ただ一人FINALへ進出した秋山和彦が史上初の完全制覇を達成した。
| STAGE | 実況                                        | クリア人数 | 制限時間 | 最速タイム者                   | 残りタイム | 備考                                                                                          |
| ----- | ------------------------------------------- | ---------- | -------- | ------------------------------ | ---------- | --------------------------------------------------------------------------------------------- |
| 1st   | 初田啓介（80番まで） 古舘伊知郎（81番以降） | 37名       | 60秒     | トラビス・アレン・シュレイダー | 22.71秒    | 1stステージクリア最多人数記録。1stクリア者一部全カットあり。最速タイム者は2ndの実況より判明。 |
| 2nd   | 初田啓介（前半） 古舘伊知郎（後半）         | 11名       | 50秒     | トラビス・アレン・シュレイダー | 7.7秒      | 2ndクリア者のうち三浦、川島、上田は全カット。放送された中での最速タイム。                     |
| 3rd   | 古舘伊知郎                                  | 1名        |          |                                |            |                                                                                               |
| FINAL | 古舘伊知郎                                  | 1名        | 30秒     | 秋山和彦                       | 6.0秒      |                                                                                               |

| ゼッケン | 名前                           | ステージ | エリア           | 備考                                      |
| -------- | ------------------------------ | -------- | ---------------- | ----------------------------------------- |
| 86       | 秋山和彦                       | FINAL    | 完全制覇         | 残り6.0秒                                 |
| 81       | 池谷直樹                       | 3rd      | パイプスライダー | 2本目、最終地点                           |
| 40       | 三浦英一                       | 3rd      | パイプスライダー | 2本目、最終地点                           |
| 3        | 朝岡弘行                       | 3rd      | パイプスライダー | 2本目、最終地点                           |
| 94       | トラビス・アレン・シュレイダー | 3rd      | パイプスライダー | 1本目開始直後、バーがレールから脱線、失格 |
| 100      | 山田勝己                       | 3rd      | クリフハンガー   | 2→3本目                                   |
| 97       | ケイン・コスギ                 | 3rd      | クリフハンガー   | 2→3本目                                   |
| 95       | 吉崎浩亮                       | 3rd      | クリフハンガー   | 2→3本目                                   |
| 43       | 川島孝幸                       | 3rd      | クリフハンガー   | 1→2本目                                   |
| 71       | 上田拓右                       | 3rd      | クリフハンガー   | 1本目、開始直後                           |
| 64       | 佐藤秀輔                       | 3rd      | ポールジャンプ   | コースアウト                              |

### 第5回大会
放送日 2000年3月18日
SASUKE2000春 合計19エリア（1st-7 2nd-5 3rd-5 FINAL-2）
1stにジャンプハングとそり立つ壁が新設され、73人目までクリア者は0。竹田敏浩が初のクリア者となる。3rd進出者は山本進悟ただ1人。山本が3rdのパイプスライダーでリタイア。初めて3rdで100人が全滅した。
| STAGE | 実況                                        | クリア人数 | 制限時間 | 最速タイム者 | 残りタイム | 備考 |
| ----- | ------------------------------------------- | ---------- | -------- | ------------ | ---------- | ---- |
| 1st   | 初田啓介（80番まで） 古舘伊知郎（81番以降） | 3名        | 75秒     | 山本進悟     | 3.1秒      |      |
| 2nd   | 古舘伊知郎                                  | 1名        | 50秒     | 山本進悟     | 0.3秒      |      |
| 3rd   | 古舘伊知郎                                  | 0名        |          |              |            |      |

| ゼッケン | 名前     | ステージ | エリア             | 備考     |
| -------- | -------- | -------- | ------------------ | -------- |
| 98       | 山本進悟 | 3rd      | パイプスライダー   | 着地失敗 |
| 100      | 山田勝己 | 2nd      | スパイダーウォーク | 3枚目    |
| 74       | 竹田敏浩 | 2nd      | スパイダーウォーク | 1枚目    |

### 第6回大会
放送日 2000年9月9日
SASUKE2000秋 合計19エリア（1st-7 2nd-5 3rd-5 FINAL-2）
当時深夜に放送されていた『筋肉精鋭』の三色筋肉の成績優秀者から18人が出場した。1stはワースト記録となる82人目までクリア者0。2ndは進出した5人全員がクリアした。山田はパイプスライダーの着地時に転落し、最後の最後でFINAL進出を逃す。
| STAGE | 実況                                        | クリア人数 | 制限時間 | 最速タイム者   | 残りタイム | 備考 |
| ----- | ------------------------------------------- | ---------- | -------- | -------------- | ---------- | ---- |
| 1st   | 初田啓介（80番まで） 古舘伊知郎（81番以降） | 5名        | 75秒     | ケイン・コスギ | 14.75秒    |      |
| 2nd   | 古舘伊知郎                                  | 5名        | 50秒     | 畠田好章       | 5.6秒      |      |
| 3rd   | 古舘伊知郎                                  | 0名        |          |                |            |      |

| ゼッケン | 名前             | ステージ | エリア           | 備考                     |
| -------- | ---------------- | -------- | ---------------- | ------------------------ |
| 99       | 山田勝己         | 3rd      | パイプスライダー | ゴール地点でコースアウト |
| 83       | 畠田好章         | 3rd      | クリフハンガー   | 2→3本目                  |
| 93       | 竹田敏浩         | 3rd      | ボディプロップ   | 3個目の空白              |
| 98       | ケイン・コスギ   | 3rd      | ボディプロップ   | 1個目の空白後            |
| 97       | シェイン・コスギ | 3rd      | ボディプロップ   | 1個目の空白前            |

### 第7回大会
放送日 2001年3月17日
SASUKE2001春 合計19エリア（1st-7 2nd-5 3rd-5 FINAL-2）
2ndがリニューアル。
山本進悟がリニューアル後初のファイナリストとなったが、左肩脱臼のアクシデントに見舞われスタート直後のリタイアとなった。
今大会、長野誠が初出場。
| STAGE | 実況                                        | クリア人数 | 制限時間 | 最速タイム者 | 残りタイム | 備考 |
| ----- | ------------------------------------------- | ---------- | -------- | ------------ | ---------- | ---- |
| 1st   | 初田啓介（80番まで） 古舘伊知郎（81番以降） | 8名        | 75秒     | 久保木浩功   | 16.7秒     |      |
| 2nd   | 古舘伊知郎                                  | 5名        | 90秒     | 高橋賢次     | 18.5秒     |      |
| 3rd   | 古舘伊知郎                                  | 1名        |          |              |            |      |
| FINAL | 古舘伊知郎                                  | 0名        | 30秒     |              |            |      |

| ゼッケン | 名前             | ステージ | エリア               | 備考            |
| -------- | ---------------- | -------- | -------------------- | --------------- |
| 97       | 山本進悟         | FINAL    | スパイダークライム   | 開始4秒程で落下 |
| 46       | 高橋賢次         | 3rd      | クリフハンガー       | 3本目の終盤     |
| 40       | 久保木浩功       | 3rd      | クリフハンガー       | 1→2本目         |
| 81       | シェイン・コスギ | 3rd      | ボディプロップ       | 1個目の空白     |
| 95       | ジェームス岡田   | 3rd      | プロペラうんてい     | 2→3本目         |
| 98       | ケイン・コスギ   | 2nd      | スパイダーウォーク   | 下り部分        |
| 88       | 吉永克己         | 2nd      | チェーンリアクション | 乗り換え失敗    |
| 54       | 秋元功三         | 2nd      | チェーンリアクション | 乗り換え失敗    |

### 第8回大会
放送日 2001年9月29日
SASUKE2001秋 合計19エリア（1st-7 2nd-5 3rd-5 FINAL-2）
大型台風接近のため、雨の中何度も中断しながら収録を行った。
初めて第1エリアが五段跳びにリニューアル。山田勝己は今大会前に引退を宣言していたが、翌大会の第9回に引退を撤回した。
2ndでは感電防止のため逆走コンベアーが停止され、制限時間が当時では最長となる100秒に設定された。
3rd収録時に本格的に雨が降り始め、FINAL収録時には豪雨に。当時の収録体制は全出場者分の挑戦を1日で撮り収めていたために延期が許されず、大雨の中でもFINALは決行された。
| STAGE | 実況                                        | クリア人数 | 制限時間 | 最速タイム者 | 残りタイム | 備考                             |
| ----- | ------------------------------------------- | ---------- | -------- | ------------ | ---------- | -------------------------------- |
| 1st   | 初田啓介（80番まで） 古舘伊知郎（81番以降） | 6名        | 77秒     | 佐川隆一     | 13.2秒     |                                  |
| 2nd   | 古舘伊知郎                                  | 4名        | 100秒    | 竹田敏浩     | 19.9秒     | エリア変更なしで制限時間10秒増。 |
| 3rd   | 古舘伊知郎                                  | 2名        |          |              |            |                                  |
| FINAL | 古舘伊知郎                                  | 0名        | 30秒     |              |            |                                  |

| ゼッケン | 名前                 | ステージ | エリア               | 備考                             |
| -------- | -------------------- | -------- | -------------------- | -------------------------------- |
| 91       | ケイン・コスギ       | FINAL    | 10m綱登り            | 残り約5m                         |
| 59       | ヨルダン・ヨブチェフ | FINAL    | スパイダークライム   | スタートから15秒経過したため落下 |
| 71       | 竹田敏浩             | 3rd      | パイプスライダー     | 2本目、最終地点                  |
| 81       | 照英                 | 3rd      | ボディプロップ       | 2個目の空白                      |
| 46       | 中田大輔             | 2nd      | ウォールリフティング | 1枚目                            |
| 62       | 佐川隆一             | 2nd      | チェーンリアクション | 着地失敗                         |

### 第9回大会
放送日 2002年3月16日
SASUKE2002春 合計19エリア（1st-7 2nd-5 3rd-5 FINAL-2）
この大会のみゼッケンのフォントが変わっていた。今大会は1stで会場に笑いが起きる場面が多く、ゼッケン80番終了時のスタジオトークで古舘伊知郎を初めとする3人が「笑かしてくれますね」と口を揃えてコメントするほどであった。現在はSASUKEオールスターズの白鳥文平が初出場し、ジャンプハングでは史上初となる片足での跳躍でクリア。
3rdの第5回以来となる大型リニューアルが敢行され、ランブリングダイス、ランプグラスパーが新設。またクリフハンガーに下り段差の要素が施された「クリフハンガー改」に進化。
| STAGE | 実況                                        | クリア人数 | 制限時間 | 最速タイム者 | 残りタイム | 備考                             |
| ----- | ------------------------------------------- | ---------- | -------- | ------------ | ---------- | -------------------------------- |
| 1st   | 初田啓介（80番まで） 古舘伊知郎（81番以降） | 7名        | 77秒     | 長野誠       | 22.85秒    |                                  |
| 2nd   | 古舘伊知郎                                  | 4名        | 80秒     | 山本進悟     | 11.69秒    | エリア変更なしで制限時間20秒減。 |
| 3rd   | 古舘伊知郎                                  | 0名        |          |              |            |                                  |

| ゼッケン | 名前             | ステージ | エリア               | 備考                 |
| -------- | ---------------- | -------- | -------------------- | -------------------- |
| 61       | 長野誠           | 3rd      | パイプスライダー     | 着地失敗             |
| 97       | 竹田敏浩         | 3rd      | ランプグラスパー     | 12→13個目            |
| 71       | 中田大輔         | 3rd      | ランプグラスパー     | 3→4個目              |
| 98       | 山本進悟         | 3rd      | ランブリングダイス   | 着地失敗             |
| 99       | 山田勝己         | 2nd      | ウォールリフティング | 2枚目                |
| 81       | 池谷直樹         | 2nd      | ウォールリフティング | 挑戦前にタイムアップ |
| 41       | なかやまきんに君 | 2nd      | スパイダーウォーク改 | 下り部分             |

### 第10回大会
放送日 2002年9月25日 
SASUKE2002秋 合計19エリア（1st-7 2nd-5 3rd-5 FINAL-2）
「第10回記念大会」と題し、ゼッケンが901番から1000番までとなった。
1stの終盤にターザンロープが新設。979番 - 999番まで21人連続で1stリタイアし、1000番の山田勝己以外のSASUKEオールスターズメンバーが全滅した。
2ndは五連ハンマーに変わり、バランスタンクが設置された。それに伴い、制限時間が前回より5秒増となった。
| STAGE | 実況                                          | クリア人数 | 制限時間 | 最速タイム者 | 残りタイム | 備考 |
| ----- | --------------------------------------------- | ---------- | -------- | ------------ | ---------- | ---- |
| 1st   | 初田啓介（980番まで） 古舘伊知郎（981番以降） | 5名        | 80秒     | 中田大輔     | 2.85秒     |      |
| 2nd   | 古舘伊知郎                                    | 4名        | 85秒     | 朝岡弘行     | 13.4秒     |      |
| 3rd   | 古舘伊知郎                                    | 0名        |          |              |            |      |

| ゼッケン | 名前     | ステージ | エリア               | 備考        |
| -------- | -------- | -------- | -------------------- | ----------- |
| 1000     | 山田勝己 | 3rd      | パイプスライダー     | 着地失敗    |
| 961      | 池谷直樹 | 3rd      | クリフハンガー改     | 1→2本目     |
| 940      | 中田大輔 | 3rd      | ランプグラスパー     | 3→4個目     |
| 954      | 朝岡弘行 | 3rd      | ボディプロップ       | 2個目の空白 |
| 978      | 新井健一 | 2nd      | スパイダーウォーク改 | 下り部分    |

### 第11回大会
放送日 2003年3月21日
SASUKE2003春 合計19エリア（1st-7 2nd-5 3rd-5 FINAL-2）
今大会は開催前に『体育王国』内の企画で「モンキーバーズ（100mうんてい）」で予選会を実施（3名出場）。2位通過で出場した小林信治が3rdまで進出した。
1stではローリング丸太で40人以上がリタイア。ゼッケン95番 - 100番まで6人連続で1stをクリアし、秋山和彦は完全制覇の第4回以来、0.03秒残しで3年半振りに1stをクリアを果たした。
長野誠が第9回のリニューアル後、初の3rdクリアを果たし、3大会ぶりのファイナリストが誕生した。
| STAGE | 実況                                        | クリア人数 | 制限時間 | 最速タイム者 | 残りタイム | 備考                            |
| ----- | ------------------------------------------- | ---------- | -------- | ------------ | ---------- | ------------------------------- |
| 1st   | 初田啓介（80番まで） 古舘伊知郎（81番以降） | 11名       | 85秒     | 池谷直樹     | 19.47秒    |                                 |
| 2nd   | 古舘伊知郎                                  | 7名        | 80秒     | 小林信治     | 20.44秒    | エリア変更なしで制限時間5秒減。 |
| 3rd   | 古舘伊知郎                                  | 1名        |          |              |            |                                 |
| FINAL | 古舘伊知郎                                  | 0名        | 30秒     |              |            |                                 |

| ゼッケン | 名前     | ステージ | エリア           | 備考            |
| -------- | -------- | -------- | ---------------- | --------------- |
| 96       | 長野誠   | FINAL    | 10m綱登り        | 残り約3m        |
| 74       | 小林信治 | 3rd      | パイプスライダー | 2本目、最終地点 |
| 98       | 山本進悟 | 3rd      | クリフハンガー改 | 2→3本目         |
| 61       | 池谷直樹 | 3rd      | クリフハンガー改 | 1本目           |
| 95       | 中田大輔 | 3rd      | ランプグラスパー | 6→7個目         |
| 97       | 竹田敏浩 | 3rd      | ボディプロップ   | 3個目の空白後   |
| 99       | 秋山和彦 | 3rd      | ボディプロップ   | 3個目の空白     |

### 第12回大会
放送日 2003年10月1日
SASUKE2003秋 合計19エリア（1st-7 2nd-5 3rd-5 FINAL-2）
台風15号接近により初の開催延期。初めて1st後半の挑戦者は日没後での挑戦となった。
第1回以来メイン実況を務めてきた古舘伊知郎がこの回をもってSASUKE実況から降板。
| STAGE | 実況                                        | クリア人数 | 制限時間 | 最速タイム者 | 残りタイム | 備考                             |
| ----- | ------------------------------------------- | ---------- | -------- | ------------ | ---------- | -------------------------------- |
| 1st   | 初田啓介（80番まで） 古舘伊知郎（81番以降） | 11名       | 85秒     | 長野誠       | 15.82秒    |                                  |
| 2nd   | 古舘伊知郎                                  | 10名       | 70秒     | 長野誠       | 14.61秒    | エリア変更なしで制限時間10秒減。 |
| 3rd   | 古舘伊知郎                                  | 3名        |          |              |            |                                  |
| FINAL | 古舘伊知郎                                  | 0名        | 30秒     |              |            |                                  |

| ゼッケン | 名前                 | ステージ | エリア           | 備考                           |
| -------- | -------------------- | -------- | ---------------- | ------------------------------ |
| 100      | 長野誠               | FINAL    | 10m綱登り        | ゴール地点 0秒11タイムオーバー |
| 77       | 白鳥文平             | FINAL    | 10m綱登り        | 残り約2m                       |
| 72       | 朝岡弘行             | FINAL    | 10m綱登り        | 残り約2m                       |
| 97       | 秋山和彦             | 3rd      | パイプスライダー | 着地失敗                       |
| 95       | 竹田敏浩             | 3rd      | パイプスライダー | 着地失敗                       |
| 99       | ヨルダン・ヨブチェフ | 3rd      | クリフハンガー改 | 2→3本目                        |
| 96       | 山本進悟             | 3rd      | クリフハンガー改 | 1→2本目                        |
| 1        | 山田康司             | 3rd      | クリフハンガー改 | 1→2本目                        |
| 70       | 佐藤学               | 3rd      | クリフハンガー改 | 1本目                          |
| 92       | 小林正明             | 3rd      | ボディプロップ   | 1個目の空白                    |

### 第13回大会
放送日 2004年4月6日
SASUKE2004春 合計20エリア（1st-8 2nd-5 3rd-5 FINAL-2）
今大会からメイン実況が初田啓介になり、駒田健吾がサブ実況で初出演。山田勝己が欠場したため、この大会から山本進悟は唯一の皆勤賞となる。また、初めてエリア数が20となり、エリアの番号もこれまでは各ステージを通して連番で数えていたが、ステージごとに第1エリア、第2エリア…と数えるようになった。
今大会は開催前に『黄金筋肉』内で「SASUKEトライアル」を実施。1stの成績と残りタイムを争い、総合ランキング上位50名と女子ランキング上位10名が出場権を獲得。ゼッケンもその成績を参考に決められた。実力の認められた97番以上の4人が順番に上位を独占。また、成績上位5名のメンバーは「SASUKEトライアル」上位5名のメンバーでもある。
1stが第5回以来の大型リニューアルとなり、マイナーチェンジを含む5つの新エリアが新設された。床の色も緑から黒に変更された。また、2ndステージの背景テロップが「廃墟」から「神殿」に変更された。
長野誠は大森晃以来3大会連続ファイナリストになったが、またしても完全制覇には届かなかった。
今大会をもって演出の乾雅人が一度制作を離れることとなった。
| STAGE | 実況                                             | クリア人数 | 制限時間 | 最速タイム者 | 残りタイム | 備考 |
| ----- | ------------------------------------------------ | ---------- | -------- | ------------ | ---------- | ---- |
| 1st   | 初田啓介（1-30番、71番以降） 駒田健吾（31-70番） | 10名       | 80秒     | 長野誠       | 29.03秒    |      |
| 2nd   | 初田啓介                                         | 5名        | 70秒     | 長野誠       | 18.77秒    |      |
| 3rd   | 初田啓介                                         | 1名        |          |              |            |      |
| FINAL | 初田啓介                                         | 0名        | 30秒     |              |            |      |

| ゼッケン | 名前     | ステージ | エリア           | 備考                  | SASUKEトライアル |
| -------- | -------- | -------- | ---------------- | --------------------- | ---------------- |
| 100      | 長野誠   | FINAL    | 10m綱登り        | 残り約50cm ゴール付近 | 2位(26秒55残し)  |
| 99       | 白鳥文平 | 3rd      | パイプスライダー | 着地失敗              | 5位(20秒66残し)  |
| 98       | 竹田敏浩 | 3rd      | クリフハンガー改 | 3本目                 | 1位(28秒82残し)  |
| 97       | 小林正明 | 3rd      | カーテンクリング | 中間地点              | 3位(25秒43残し)  |
| 90       | 池谷直樹 | 3rd      | ボディプロップ   | 2個目の空白           | 4位(21秒33残し)  |

### 第14回大会
放送日 2005年1月4日
SASUKE2005謹賀新年 合計22エリア（1st-9 2nd-5 3rd-6 FINAL-2）
初の冬開催。今大会から第27回までは演出が樋口潮の単独体制となる。小笠原亘がサブ実況として初出演、以降第21回まで実況は初田と小笠原の2名体制となっていた。新エリアは序盤に2つ設置され、当時の1st最長コースになり、制限時間が前回より23秒増しの103秒となった。
2ndは逆走コンベアに変わって、メタルスピンが設置。それに伴い、制限時間が前回より3秒減となった。
3rdにジャンピングバー、クライミングバー、デビルブランコが新設。初めてFINALまたは3rd最終エリアへの到達者が現れなかった。
| STAGE | 実況                                             | クリア人数 | 制限時間 | 最速タイム者 | 残りタイム | 備考 |
| ----- | ------------------------------------------------ | ---------- | -------- | ------------ | ---------- | ---- |
| 1st   | 初田啓介（1-30番、71番以降） 小笠原亘（31-70番） | 14名       | 103秒    | 竹田敏浩     | 32.44秒    |      |
| 2nd   | 小笠原亘                                         | 10名       | 67秒     | 小林正明     | 15.71秒    |      |
| 3rd   | 初田啓介                                         | 0名        |          |              |            |      |

| ゼッケン | 名前                 | ステージ | エリア             | 備考                         |
| -------- | -------------------- | -------- | ------------------ | ---------------------------- |
| 68       | 小林信治             | 3rd      | デビルブランコ     | 突き放したパイプに届かず落下 |
| 100      | 長野誠               | 3rd      | ジャンピングバー   | 3→4本目                      |
| 97       | 竹田敏浩             | 3rd      | クリフハンガー改   | 2→3本目                      |
| 91       | ヨルダン・ヨブチェフ | 3rd      | クリフハンガー改   | 2→3本目                      |
| 80       | 朝岡弘行             | 3rd      | クリフハンガー改   | 1→2本目                      |
| 98       | 山本進悟             | 3rd      | カーテンクリング   | 中間地点                     |
| 87       | 小林正明             | 3rd      | ボディプロップ     | 3個目の空白                  |
| 81       | 池谷直樹             | 3rd      | ボディプロップ     | 1個目の空白後                |
| 76       | 石川輝一             | 3rd      | ボディプロップ     | 1個目の空白                  |
| 88       | 山口康輔             | 3rd      | ランブリングダイス | 着地失敗                     |

### 第15回大会
放送日 2005年7月20日
SASUKE2005真夏 合計24エリア（1st-9 2nd-5 3rd-8 FINAL-2）
ゼッケン94番の白鳥文平が熱中症に見舞われるアクシデントが発生。出番までに体調が回復せず、急遽順番を先送りして95番の山本進悟から競技を再開。白鳥の1st挑戦は100番の長野誠の後に行われ、13.70秒残しで突破した。
第2回からナレーターを務めてきた垂木勉が、この大会をもってナレーターを降板。
| STAGE | 実況                                             | クリア人数 | 制限時間 | 最速タイム者 | 残りタイム | 備考                            |
| ----- | ------------------------------------------------ | ---------- | -------- | ------------ | ---------- | ------------------------------- |
| 1st   | 初田啓介（1-30番、81番以降） 小笠原亘（31-80番） | 7名        | 95秒     | 長野誠       | 23.59秒    |                                 |
| 2nd   | 小笠原亘                                         | 6名        | 65秒     | 山本進悟     | 10.1秒     | エリア変更なしで制限時間2秒減。 |
| 3rd   | 初田啓介                                         | 0名        |          |              |            |                                 |

| ゼッケン | 名前           | ステージ | エリア           | 備考                           |
| -------- | -------------- | -------- | ---------------- | ------------------------------ |
| 96       | 竹田敏浩       | 3rd      | デビルブランコ   | パイプに片手をかけた直後に落下 |
| 94       | 白鳥文平       | 3rd      | クライミングバー | 2本目                          |
| 70       | 山田康司       | 3rd      | ジャンピングバー | 5→6本目                        |
| 65       | 長崎峻侑       | 3rd      | クリフハンガー改 | 1本目終点                      |
| 93       | モーガン・ハム | 3rd      | カーテンクリング | 序盤                           |
| 95       | 山本進悟       | 3rd      | ボディプロップ   | 3個目の空白前                  |

### 第16回大会
放送日 2005年12月30日
SASUKE2005冬 合計24エリア（1st-9 2nd-5 3rd-8 FINAL-2）
この回のみ多比良健がナレーターを務めた。
1stのコース全長が101.2mとなり、初めて100mを超えた。
前回大会まで3rdクリア者はリフトで降下していたが、今大会からは階段で降りるようになった。
| STAGE | 実況                                             | クリア人数 | 制限時間 | 最速タイム者 | 残りタイム | 備考                                |
| ----- | ------------------------------------------------ | ---------- | -------- | ------------ | ---------- | ----------------------------------- |
| 1st   | 初田啓介（1-30番、81番以降） 小笠原亘（31-80番） | 16名       | 100秒    | 竹田敏浩     | 19.8秒     | 女性・50代以上は制限時間105秒で挑戦 |
| 2nd   | 小笠原亘                                         | 8名        | 66秒     | 高橋賢次     | 11.4秒     |                                     |
| 3rd   | 初田啓介                                         | 0名        |          |              |            |                                     |

| ゼッケン | 名前                 | ステージ | エリア           | 備考                         |
| -------- | -------------------- | -------- | ---------------- | ---------------------------- |
| 96       | 白鳥文平             | 3rd      | パイプスライダー | 着地失敗                     |
| 91       | 山田康司             | 3rd      | パイプスライダー | パイプを移動できず           |
| 100      | 長野誠               | 3rd      | デビルブランコ   | 突き放したパイプに届かず落下 |
| 98       | 竹田敏浩             | 3rd      | クリフハンガー改 | 2→3本目                      |
| 95       | ヨルダン・ヨブチェフ | 3rd      | クリフハンガー改 | 2→3本目                      |
| 89       | 長崎峻侑             | 3rd      | クリフハンガー改 | 2本目                        |
| 66       | 高橋賢次             | 3rd      | クリフハンガー改 | 2本目                        |
| 90       | 池谷直樹             | 3rd      | ボディプロップ   | 1個目の空白前                |

### 第17回大会
放送日 2006年10月11日
完全制覇者 長野誠
SASUKE2006秋 合計24エリア（1st-9 2nd-5 3rd-8 FINAL-2）
この回からナレーターに小林清志が起用された。
開催前にSASUKE出場権獲得バスツアー（1人出場）、SASUKE出場最終予選会（8人出場）、職業別鳶代表決定戦（2人出場）、更に台湾でも予選会が行われた（1人出場）。その中で1stを突破したのは、最終予選会第2位の安達雄太、台湾のリー・エンチの2名。
今大会、多田竜也が初出場。
長野誠が史上2人目・7年ぶりの完全制覇を達成し、史上初の完全制覇者の秋山和彦がこの大会をもって引退。
長野のFINAL挑戦前には「頂点に最も迫った男達の無念」と題し、第4回 - 第16回の最優秀成績者、ファイナリストの映像がメドレー形式で流れた。また翌週には完全ドキュメントとして、今大会の裏側に密着した『SASUKEに生きる男たち』が放送された。
| STAGE | 実況                                            | クリア人数 | 制限時間 | 最速タイム者 | 残りタイム | 備考 |
| ----- | ----------------------------------------------- | ---------- | -------- | ------------ | ---------- | ---- |
| 1st   | 初田啓介（1-30番、81番以降） 小笠原亘（38-80番) | 11名       | 85秒     | 長崎峻侑     | 17.67秒    |      |
| 2nd   | 小笠原亘                                        | 8名        | 65秒     | 竹田敏浩     | 13.84秒    |      |
| 3rd   | 初田啓介                                        | 2名        |          |              |            |      |
| FINAL | 初田啓介                                        | 1名        | 30秒     | 長野誠       | 2.56秒     |      |

| ゼッケン | 名前                         | ステージ | エリア           | 備考        |
| -------- | ---------------------------- | -------- | ---------------- | ----------- |
| 99       | 長野誠                       | FINAL    | 完全制覇         | 残り2.56秒  |
| 87       | 長崎峻侑                     | FINAL    | 10m綱登り        | 残り約5m    |
| 91       | 竹田敏浩                     | 3rd      | パイプスライダー | 着地失敗    |
| 86       | ポール・アンソニー・テレック | 3rd      | クリフハンガー改 | 1本目中盤   |
| 81       | 白鳥文平                     | 3rd      | ボディプロップ   | 中間地点    |
| 98       | 山本進悟                     | 3rd      | ボディプロップ   | 1個目の空白 |
| 67       | 安達雄太                     | 3rd      | ボディプロップ   | 1個目の空白 |
| 96       | 中田大輔                     | 3rd      | アームリング     |             |

### 第18回大会
放送日 2007年3月21日
新SASUKE2007春 合計25エリア（1st-9 2nd-6 3rd-8 FINAL-2）
今大会から16:9のHD撮影での収録に変更されハイビジョン制作となった。
前回、長野誠の完全制覇により全面リニューアルが施された。今大会のみ1200mの「ゼッケン争奪マラソン」を行い、その先着順に欲するゼッケンを選択できるルールが適用された。今大会には後の完全制覇者となる森本裕介が初出場。
1stはターザンロープ(名称がジャンプからロープに変更)以外のエリアは全て新エリアとなり、第5回の初登場以降登場し続けていたそり立つ壁が初めて撤去。さらに、新第4エリア・ジャンピングスパイダーの登場により、スパイダーウォーク系エリアが初めて1stに起用された。
2ndでは、メタルスピン以外が全てリニューアル。新第2エリアのサーモンラダーで3人連続リタイアの後、3人連続でクリア。
3rdに進出した3人は新クリフハンガーでリタイア。3大会ぶりに3rd最終エリアへの到達者が現れず、初めてクリフハンガーで100人が全滅した。
| STAGE | 実況                                                                  | クリア人数 | 制限時間 | 最速タイム者 | 残りタイム | 備考 |
| ----- | --------------------------------------------------------------------- | ---------- | -------- | ------------ | ---------- | ---- |
| 1st   | 初田啓介（ゼッケン争奪1200m走、1-20番、81番以降） 小笠原亘（21-80番） | 6名        | 130秒    | 長野誠       | 23.25秒    |      |
| 2nd   | 小笠原亘                                                              | 3名        | 95秒     | 高橋賢次     | 26.9秒     |      |
| 3rd   | 初田啓介                                                              | 0名        |          |              |            |      |

| ゼッケン | 名前     | ステージ | エリア           | 備考                            |
| -------- | -------- | -------- | ---------------- | ------------------------------- |
| 98       | 高橋賢次 | 3rd      | 新クリフハンガー | 2→3本目                         |
| 97       | 長崎峻侑 | 3rd      | 新クリフハンガー | 2→3本目                         |
| 96       | 長野誠   | 3rd      | 新クリフハンガー | 2→3本目、コースアウトにより失格 |
| なし     | 竹田敏浩 | 2nd      | サーモンラダー   | 6→7段目                         |
| 60       | 長崎剛政 | 2nd      | サーモンラダー   | 6段目                           |
| 70       | 鷲見裕二 | 2nd      | サーモンラダー   | 5→6段目                         |

### 第19回大会
放送日 2007年9月19日
新SASUKE2007秋 合計25エリア（1st-9 2nd-6 3rd-8 FINAL-2）
今大会は、開催前にマッスルパーク代表決定戦（1人出場）、アメリカでの予選会（2人出場）が行われた。
1stは新エリア1つと復活エリアが2つ設置されたが、所々のエリアでマイナーチェンジが施され、更に制限時間が前回より15秒短い115秒となった。78人目までクリア者は0で、79人目の山田康司が1人目の成功者となり、鷲見裕二も前回に続いてクリア。1st突破者は史上最低となる2人のみとなった。
残った2人は2ndのサーモンラダーでリタイア。史上初にして2024年(第42回大会終了時点)現在唯一となる2ndでの100人全滅となった。尚、2ndの新エリアスカイウォークは次回大会で撤去され、1人も挑戦者がいないまま撤去された初のエリアとなった。
| STAGE | 実況                                             | クリア人数 | 制限時間 | 最速タイム者 | 残りタイム | 備考 |
| ----- | ------------------------------------------------ | ---------- | -------- | ------------ | ---------- | ---- |
| 1st   | 初田啓介（1-30番、81番以降） 小笠原亘（31-80番） | 2名        | 115秒    | 山田康司     | 4.08秒     |      |
| 2nd   | 小笠原亘                                         | 0名        | 80秒     |              |            |      |

| ゼッケン | 名前     | ステージ | エリア         | 備考                  |
| -------- | -------- | -------- | -------------- | --------------------- |
| 86       | 鷲見裕二 | 2nd      | サーモンラダー | 6→7段目               |
| 79       | 山田康司 | 2nd      | サーモンラダー | 6→7段目、タイムアップ |

### 第20回大会
放送日 2008年3月26日
新SASUKE2008春 第20回記念大会 合計25エリア（1st-9 2nd-6 3rd-8 FINAL-2）
「第20回記念大会」と題された今回は、第10回同様、ゼッケンが1901番から2000番までとなった。1901番は初の完全制覇者である秋山和彦。
SASUKE出場予選会（4人出場）、第2回アメリカ予選会（2人出場）が行われた。その中で1stを突破したのは、アメリカ予選会1位のリーヴァイ・ミューエンバーグ。
3rd進出者はリーヴァイのみで、第5回以来、8年ぶりとなる1人となった。
| STAGE | 実況                                          | クリア人数 | 制限時間 | 最速タイム者                 | 残りタイム | 備考                            |
| ----- | --------------------------------------------- | ---------- | -------- | ---------------------------- | ---------- | ------------------------------- |
| 1st   | 小笠原亘（1950番まで） 初田啓介（1951番以降） | 3名        | 120秒    | リーヴァイ・ミューエンバーグ | 16.01秒    | エリア変更なしで制限時間5秒増。 |
| 2nd   | 小笠原亘                                      | 1名        | 90秒     | リーヴァイ・ミューエンバーグ | 38.54秒    |                                 |
| 3rd   | 初田啓介                                      | 0名        |          |                              |            |                                 |

| ゼッケン | 名前                         | ステージ | エリア               | 備考       |
| -------- | ---------------------------- | -------- | -------------------- | ---------- |
| 1989     | リーヴァイ・ミューエンバーグ | 3rd      | 新クリフハンガー     | 2→3本目    |
| 1924     | 奥山義行                     | 2nd      | スティックスライダー | バーの脱線 |
| 2000     | 長野誠                       | 2nd      | ダウンヒルジャンプ   | 掴み失敗   |

### 第21回大会
放送日 2008年9月17日
SASUKE2008秋 合計25エリア（1st-9 2nd-6 3rd-8 FINAL-2）
開催前にSASUKEトライアル2008夏（11人出場）、第3回アメリカ予選会（3人出場）が行われた。
ゼッケン97番 - 100番まで4人連続で1stを突破するなど、クリア者は9人。2ndでは5人連続で失敗していたが、後にリーヴァイ・ミューエンバーグを除く3人が2ndを突破。
漆原裕治が今大会で初出場。
今大会も3rd突破者はおらず、史上初及び2024年現在(第42回大会終了時点)唯一の4大会連続FINAL進出者0となった。
この大会以降、SASUKEオールスターズの白鳥文平は6年後の第30回まで長期に渡り欠場することとなる。
| STAGE | 実況                                      | クリア人数 | 制限時間 | 最速タイム者                 | 残りタイム | 備考                             |
| ----- | ----------------------------------------- | ---------- | -------- | ---------------------------- | ---------- | -------------------------------- |
| 1st   | 小笠原亘（50番まで） 初田啓介（51番以降） | 9名        | 120秒    | リーヴァイ・ミューエンバーグ | 21.51秒    |                                  |
| 2nd   | 小笠原亘                                  | 3名        | 80秒     | 竹田敏浩                     | 25.7秒     | エリア変更なしで制限時間10秒減。 |
| 3rd   | 初田啓介                                  | 0名        |          |                              |            |                                  |

| ゼッケン | 名前                         | ステージ | エリア               | 備考                           |
| -------- | ---------------------------- | -------- | -------------------- | ------------------------------ |
| 100      | 長野誠                       | 3rd      | グライディングリング | 最終地点                       |
| 98       | 竹田敏浩                     | 3rd      | ハングクライミング   |                                |
| 97       | 宮崎大輔                     | 3rd      | デビルステップス     | 9→10段目                       |
| 49       | リー・エンチ                 | 2nd      | ウォールリフティング | 3枚目                          |
| 99       | リーヴァイ・ミューエンバーグ | 2nd      | サーモンラダー       | 6→7段目                        |
| 91       | 松永共広                     | 2nd      | サーモンラダー       | 6→7段目                        |
| 75       | ブライアン・オロスコ         | 2nd      | サーモンラダー       | 6→7段目                        |
| 88       | 中田大輔                     | 2nd      | サーモンラダー       | 1→2段目                        |
| 83       | 白鳥文平                     | 2nd      | ダウンヒルジャンプ   | 開始直後、バランスを崩して転落 |

### 第22回大会
放送日 2009年3月30日
SASUKE2009春 合計25エリア（1st-9 2nd-6 3rd-8 FINAL-2）
今大会と第23回、第26回はメイン実況が小笠原亘、サブ実況は実況初出演となる佐藤文康が担当。また、今大会と第23回では女性選手は、年齢がテロップに表示されなかった。今大会は、開催前にSASUKE予選会2009春（7人出場）を実施。その中で3rdに進出したのは、菅野仁志と漆原裕治の2人。
1stに2つのエリアが新設され、そのうちの一つであるスライダージャンプでリーヴァイ・ミューエンバーグや長野誠などの有力選手が多数失敗し、第19回以来2度目となるSASUKEオールスターズ1st全滅。
2ndでは5人全員がサーモンラダーをクリアし、4人が3rdへ進出。全員が3rd初挑戦だった。漆原が第12回の白鳥文平以来となる3rd初挑戦でクリアとなり、リニューアル後初のファイナリストとなった。
| STAGE | 実況                                               | クリア人数 | 制限時間 | 最速タイム者 | 残りタイム | 備考 |
| ----- | -------------------------------------------------- | ---------- | -------- | ------------ | ---------- | ---- |
| 1st   | 小笠原亘（1-35番?、81番以降） 佐藤文康（36?-80番） | 5名        | 120秒    | 漆原裕治     | 7.51秒     |      |
| 2nd   | 佐藤文康                                           | 4名        | 80秒     | 奥山義行     | 24.83秒    |      |
| 3rd   | 小笠原亘                                           | 1名        |          |              |            |      |
| FINAL | 小笠原亘                                           | 0名        | 45秒     |              |            |      |

| ゼッケン | 名前         | ステージ | エリア             | 備考                   |
| -------- | ------------ | -------- | ------------------ | ---------------------- |
| 77       | 漆原裕治     | FINAL    | Gロープ            | ゴール地点 残り10cm    |
| 49       | 菅野仁志     | 3rd      | スパイダーフリップ | コースアウトによる失格 |
| 84       | 奥山義行     | 3rd      | 新クリフハンガー   | 2→3本目                |
| 79       | リー・エンチ | 3rd      | 新クリフハンガー   | 2→3本目                |
| 90       | 佐藤弘道     | 2nd      | メタルスピン       |                        |

### 第23回大会
放送日 2009年9月27日
SASUKE2009秋 合計25エリア（1st-9 2nd-6 3rd-8 FINAL-2）
今大会は、開催前にSASUKE予選会2009秋（6人出場）、アメリカ予選会（10人出場）が行われ、予選会から史上最多となる計7人が1stを突破した。SASUKE第1期に3大会連続ファイナリストとなった大森晃が「モンキッキー」名義で16大会ぶりに出場した。また、前回の予選会通過組の躍進から今大会の放送では「英雄 VS 新星」のキャプションが随所で用いられた。
長野誠の挑戦時にシステムトラブルがあったため、「SASUKE史上初の1stステージ再挑戦」が行われた。
2ndはスイングラダーからアンステーブルブリッジに変更。
菅野仁志が初のFINAL進出、長野誠は5度目のFINAL進出となった。SASUKE史上初めて同じ形態でのFINALの制限時間変更が行われ、前回から5秒減の40秒となった。
| STAGE | 実況                                      | クリア人数 | 制限時間 | 最速タイム者                 | 残りタイム | 備考                            |
| ----- | ----------------------------------------- | ---------- | -------- | ---------------------------- | ---------- | ------------------------------- |
| 1st   | 佐藤文康（50番まで） 小笠原亘（51番以降） | 16名       | 120秒    | リーヴァイ・ミューエンバーグ | 29.20秒    |                                 |
| 2nd   | 佐藤文康                                  | 7名        | 70秒     | リーヴァイ・ミューエンバーグ | 18.1秒     |                                 |
| 3rd   | 小笠原亘                                  | 2名        |          |                              |            |                                 |
| FINAL | 小笠原亘                                  | 0名        | 40秒     |                              |            | エリア変更なしで制限時間5秒減。 |

| ゼッケン | 名前                         | ステージ | エリア               | 備考                   |
| -------- | ---------------------------- | -------- | -------------------- | ---------------------- |
| 100      | 長野誠                       | FINAL    | Gロープ              | 残り約10cm ゴール地点  |
| 96       | 菅野仁志                     | FINAL    | Gロープ              | 残り約3m               |
| 84       | 高橋賢次                     | 3rd      | グライディングリング | 着地失敗               |
| 97       | 竹田敏浩                     | 3rd      | スパイダーフリップ   | 飛び移り失敗           |
| 92       | 奥山義行                     | 3rd      | スパイダーフリップ   | 飛び移り失敗           |
| 95       | リーヴァイ・ミューエンバーグ | 3rd      | 新クリフハンガー     | 1本目→2本目            |
| 93       | 山本進悟                     | 3rd      | アームリング         | 中盤、肩脱臼により落下 |

### 第24回大会
放送日 2010年1月1日
完全制覇者 漆原裕治
SASUKE2010元日 合計25エリア（1st-9 2nd-6 3rd-8 FINAL-2）
史上初の元日決戦。初田啓介が第21回以来3大会ぶりにメイン実況に復帰し、小笠原亘、佐藤文康がサブ実況を務め、初の3人実況体制となった。また、今大会から再び女性選手も映像に年齢が表示されるようになった。
今大会は予選会が開催されなかった影響からか、リーヴァイ・ミューエンバーグらアメリカ代表の選手は出場せず。第1回から23回目の出場となった山田勝己は、今大会をもって引退した。
漆原裕治が史上3人目の完全制覇を達成。
第42回終了現在、次の挑戦者が残っている中で完全制覇が出たのは、この回が唯一となる。
| STAGE | 実況                                                        | クリア人数 | 制限時間 | 最速タイム者 | 残りタイム | 備考                            |
| ----- | ----------------------------------------------------------- | ---------- | -------- | ------------ | ---------- | ------------------------------- |
| 1st   | 佐藤文康（1-40番） 小笠原亘（41-80番） 初田啓介（81番以降） | 12名       | 120秒    | 漆原裕治     | 24.35秒    |                                 |
| 2nd   | 佐藤文康                                                    | 7名        | 85秒     | 高橋賢次     | 32.11秒    |                                 |
| 3rd   | 小笠原亘                                                    | 5名        |          |              |            | 3rdステージクリア最多人数記録。 |
| FINAL | 初田啓介                                                    | 1名        | 40秒     | 漆原裕治     | 3.57秒     |                                 |

| ゼッケン | 名前         | ステージ | エリア               | 備考                         |
| -------- | ------------ | -------- | -------------------- | ---------------------------- |
| 93       | 漆原裕治     | FINAL    | 完全制覇             | 残り3.57秒                   |
| 85       | 橋本亘司     | FINAL    | Gロープ              | 残り約2m                     |
| 95       | 奥山義行     | FINAL    | Gロープ              | 残り約4m                     |
| 94       | 高橋賢次     | FINAL    | Gロープ              | 残り約4m                     |
| 92       | リー・エンチ | FINAL    | Gロープ              | 残り約4m                     |
| 73       | 田島直弥     | 3rd      | グライディングリング | 開始直後、ストッパー外し忘れ |
| 98       | 竹田敏浩     | 3rd      | スパイダーフリップ   | 移動中落下                   |

### 第25回大会
放送日 2010年3月28日
SASUKE2010春 合計23エリア（1st-9 2nd-6 3rd-7 FINAL-1）
今大会はバンクーバーオリンピックの開催期間中に収録されたため、佐藤文康がメイン実況、伊藤隆佑がサブ実況となった。伊藤は実況初出演。
前回、漆原裕治が史上3人目の完全制覇により全面リニューアル。今回は47都道府県、各大陸から代表選手が選ばれるという構成になっていた。各選手のスタート前のVTRでは出身地の名産や名所が紹介され、全選手の名前や肩書きなどのテロップの左横に、出身地の場所が示されていた。また、初めてゼッケン番号を抽選で決定。完全制覇者はシード選手としてそれぞれ秋山和彦（98）、長野誠（99）、漆原裕治（100）のゼッケンが与えられた。
1stは、ローリング丸太やジャンプハングといった過去のエリア3つが復活。
2ndは前半エリアのスライダードロップとダブルサーモンラダーが新エリアとなり、クリア者は漆原を除く前回大会のファイナリスト4名と、初の3rd進出となったブライアン・オロスコ。
3rdは収録開始までセットのエリアを撤去及び白いベールで隠されていた。エリア数がひとつ減るも、初の全エリアリニューアル。アルティメットクリフハンガーで全滅し、5大会ぶりにクリフハンガーで全滅。アルティメットクリフハンガー以降のエリアは名前が明かされなかった。
| STAGE | 実況                                                         | クリア人数 | 制限時間 | 最速タイム者                 | 残りタイム | 備考 |
| ----- | ------------------------------------------------------------ | ---------- | -------- | ---------------------------- | ---------- | ---- |
| 1st   | 佐藤文康（1-15?、36?-50、81-100） 伊藤隆佑（16?-35?、51-80） | 11名       | 115秒    | リーヴァイ・ミューエンバーグ | 19.16秒    |      |
| 2nd   | 伊藤隆佑                                                     | 5名        | 95秒     | 高橋賢次                     | 20.99秒    |      |
| 3rd   | 佐藤文康                                                     | 0名        |          |                              |            |      |

| ゼッケン | 名前                 | 代表     | ステージ | エリア                       | 備考    |
| -------- | -------------------- | -------- | -------- | ---------------------------- | ------- |
| 80       | リー・エンチ         | 台湾     | 3rd      | アルティメットクリフハンガー | 2→3本目 |
| 60       | 橋本亘司             | 島根県   | 3rd      | アルティメットクリフハンガー | 2→3本目 |
| 40       | 高橋賢次             | 埼玉県   | 3rd      | アルティメットクリフハンガー | 1→2本目 |
| 50       | 奥山義行             | 山形県   | 3rd      | アルティメットクリフハンガー | 1本目   |
| 69       | ブライアン・オロスコ | アメリカ | 3rd      | ドアノブグラスパー           | 2→3個目 |

### 第26回大会
放送日 2011年1月2日
SASUKE2011 合計23エリア（1st-9 2nd-6 3rd-7 FINAL-1）
SASUKEオールスターズでは第5回の初出場から連続で出場していた竹田敏浩が欠場し、第24回に引退宣言をした山田勝己が復活した。なお、アメリカでは12月8日（現地）に予選会「American Ninja Warrior」とアメリカ代表10人の挑戦が先行で放送された。
1stが前回に続き大幅にリニューアルされた。
| STAGE | 実況                                                                                                | クリア人数 | 制限時間 | 最速タイム者             | 残りタイム | 備考 |
| ----- | --------------------------------------------------------------------------------------------------- | ---------- | -------- | ------------------------ | ---------- | ---- |
| 1st   | 佐藤文康（1番-20番?、41番?-50番?、56番?-70番?まで） 小笠原亘（21番?-40番?、51番?-55番?、71番?以降） | 10名       | 130秒    | デイヴィッド・キャンベル | 21.51秒    |      |
| 2nd   | 佐藤文康                                                                                            | 6名        | 95秒     | デイヴィッド・キャンベル | 23.42秒    |      |
| 3rd   | 小笠原亘                                                                                            | 0名        |          |                          |            |      |

| ゼッケン | 名前                       | ステージ | エリア                       | 備考      |
| -------- | -------------------------- | -------- | ---------------------------- | --------- |
| 95       | リー・エンチ               | 3rd      | アルティメットクリフハンガー | 4→5本目   |
| 97       | 奥山義行                   | 3rd      | アルティメットクリフハンガー | 4→5本目   |
| 84       | デイヴィッド・キャンベル   | 3rd      | アルティメットクリフハンガー | 3→4本目   |
| 74       | ブレント・ステッフェンセン | 3rd      | アルティメットクリフハンガー | 3本目終点 |
| 61       | ポール・キャゼミア         | 3rd      | ドアノブグラスパー           | 2→3個目   |
| 92       | ブライアン・オロスコ       | 3rd      | ルーレットシリンダー         | 終点      |

### 第27回大会
放送日 2011年10月3日
完全制覇者 漆原裕治
SASUKE2011秋 合計23エリア（1st-9 2nd-6 3rd-7 FINAL-1）
今回の予選会は、日本・アメリカ・マレーシアの3か国で行われた。前回同様、アメリカでは（現地）に予選会「American Ninja Warrior」とアメリカ代表10人の挑戦が先行で放送された。
3rdは3大会連続でリニューアルされた。
漆原裕治が史上初となる2度目の完全制覇を達成。
本大会後制作会社のMonster9が倒産。演出の樋口を始め制作スタッフが一新されることとなる。また、第17回からナレーターを務めてきた小林清志と第14回から実況を務めてきた小笠原亘、第22回から実況を務めてきた佐藤文康がこの回をもって番組を降板した。
| STAGE | 実況                                                                           | クリア人数 | 制限時間 | 最速タイム者             | 残りタイム | 備考                            |
| ----- | ------------------------------------------------------------------------------ | ---------- | -------- | ------------------------ | ---------- | ------------------------------- |
| 1st   | 佐藤文康（1番-20?番、61?番-80番） 小笠原亘（21?番-60?番） 初田啓介（81番以降） | 27名       | 125秒    | デイヴィッド・キャンベル | 44.32秒    |                                 |
| 2nd   | 佐藤文康                                                                       | 10名       | 90秒     | ジェームス・マクグラス   | 18.84秒    | エリア変更なしで制限時間5秒減。 |
| 3rd   | 小笠原亘                                                                       | 2名        |          |                          |            |                                 |
| FINAL | 初田啓介                                                                       | 1名        | 40秒     | 漆原裕治                 | 6.71秒     |                                 |

| ゼッケン | 名前                     | ステージ | エリア                       | 備考              |
| -------- | ------------------------ | -------- | ---------------------------- | ----------------- |
| 99       | 漆原裕治                 | FINAL    | 完全制覇                     | 残り6.71秒        |
| 62       | 又地諒                   | FINAL    | アルティメットロープクライム | 残り約2m          |
| 20       | 橋本亘司                 | 3rd      | チェーンシーソー             | 1→2つ目           |
| 98       | デイヴィッド・キャンベル | 3rd      | アルティメットクリフハンガー | 6本目             |
| 100      | 長野誠                   | 3rd      | アルティメットクリフハンガー | 4→5本目           |
| 89       | ポール・キャゼミア       | 3rd      | アルティメットクリフハンガー | 4→5本目           |
| 57       | ジェームス・マクグラス   | 3rd      | アルティメットクリフハンガー | 4→5本目           |
| 63       | ライアン・ストラティス   | 3rd      | アルティメットクリフハンガー | 3→4本目           |
| 96       | 奥山義行                 | 3rd      | フライングバー               | 1回目→2皿目       |
| 87       | 石川輝一                 | 3rd      | フライングバー               | 1皿目→2皿目跳躍前 |

### 第28回大会
放送日 	2012年12月27日
SASUKE RISING 合計20エリア（1st-7 2nd-6 3rd-6 FINAL-1）
過去最長のブランクとなる1年3か月ぶりの開催。1日で収録を行う形式は今大会が最後である。出場者の募集は9月末から開始され、10月中旬に東京と大阪でオーディションを開催した。
総合演出として乾が制作に復帰。今大会以降、再び全選手がゼッケンを付け、選手テロップに身長・体重が表示されなくなり、1st・2ndでは安全対策の観点から、全選手両肘と両膝へのサポーターの着用が義務付けられた。さらに、第13回以来となるスタジオパートを導入。主な参加者や芸能人ゲストを招いたパーティー形式で収録され、MCは第13回以来の起用となる川平慈英と片瀬那奈が務めた。第29回・第30回もほぼ同様だがスタジオゲストが3人に縮小された。
今回からナレーターに高川裕也が起用された。今大会から実況が再び2名体制に戻り、2ndの実況もメイン実況が担当することになった。
前回、漆原裕治が2度目の完全制覇によりリニューアルされ、1stは全長が大幅に短くなり、2期以前の形に近い直線コースとなった。ローリングエスカルゴと、前回後半に設置されていたスピンブリッジの組み合わせが猛威を振るい、クリア者は5人と大幅に減少。2ndに進出した選手のうち、初進出は染谷幸喜のみ。また、ゼッケン90番以降の挑戦者が全滅したのは第19回以来2度目で、オールスターズは全員が1stでリタイア。今回は山田勝己・秋山和彦・山本進悟が引退を表明して参戦した。
2ndでは、全エリアがリニューアルもしくは復活エリアとなり、SASUKE史上初の水中エリア「バックストリーム」を設置。制限時間は過去最長の135秒となった。3rd進出者はいずれも新設されたクレイジークリフハンガーにて脱落。もう1つの新エリアバーティカルリミットに到達した人は現れなかった。
| STAGE | 実況                                      | クリア人数 | 制限時間 | 最速タイム者 | 残りタイム | 備考 |
| ----- | ----------------------------------------- | ---------- | -------- | ------------ | ---------- | ---- |
| 1st   | 石井大裕（80番まで） 初田啓介（81番以降） | 5名        | 105秒    | 漆原裕治     | 21.37秒    |      |
| 2nd   | 初田啓介                                  | 3名        | 135秒    | 菅野仁志     | 27.16秒    |      |
| 3rd   | 初田啓介                                  | 0名        |          |              |            |      |

| ゼッケン | 名前     | ステージ | エリア                   | 備考        |
| -------- | -------- | -------- | ------------------------ | ----------- |
| 89       | 菅野仁志 | 3rd      | クレイジークリフハンガー | 3→4本目     |
| 88       | 漆原裕治 | 3rd      | クレイジークリフハンガー | 3→4本目     |
| 58       | 朝一眞   | 3rd      | クレイジークリフハンガー | 3本目       |
| 87       | 又地諒   | 2nd      | パッシングウォール       | 1枚目通過後 |
| 44       | 染谷幸喜 | 2nd      | スワップサーモンラダー   | 4→5段目     |

### 第29回大会
放送日 2013年6月27日
SASUKE RISING 2013 合計21エリア（1st-7 2nd-6 3rd-6 FINAL-2）
今大会は11月にマレーシアで開催される予定の「SASUKE ASEAN OPEN CUP 2013」の日本代表を決める大会であった。
4月下旬に予選会を開催。予選参加者161名の内46名が本戦出場を決め、前回の大会で引退を表明していた山本進悟も引退を撤回し参加。予選を20位で通過し皆勤出場を継続させた。
今大会から収録スケジュールが変わり、1st・2ndを1日目、3rd・FINALを2日目に分けて収録されるようになった。
1stは第一エリアにロングジャンプ、第二エリアにロググリップ、第三エリアにヘッジホッグが登場。
2ndは、バックストリームの水流が強くなり、制限時間が前回から45秒減の90秒になった。
3rdは、今大会のみクリア時の経過タイムが最速だった1人のみがFINALに進出できるルールで行われた。それに伴い、本大会のみ地点における制限時間も撤廃されている。「SASUKE ASEAN OPEN CUP 2013」の日本代表選考に関しては、ファイナリストが現れなかったため放送時の段階では今回の最優秀成績者だった森本裕介のみ内定。それ以外の代表選手は後日番組ホームページで発表され、3rd進出した高橋賢次・朝一眞・菅野仁志に加え、皆勤賞の山本が代表入りとなった。
| STAGE | 実況                                      | クリア人数 | 制限時間 | 最速タイム者 | 残りタイム | 備考                             |
| ----- | ----------------------------------------- | ---------- | -------- | ------------ | ---------- | -------------------------------- |
| 1st   | 石井大裕（80番まで） 初田啓介（81番以降） | 21名       | 105秒    | 朝一眞       | 30.30秒    |                                  |
| 2nd   | 初田啓介                                  | 4名        | 90秒     | 高橋賢次     | 5.14秒     | エリア変更なしで制限時間45秒減。 |
| 3rd   | 初田啓介                                  | 0名        |          |              |            |                                  |

| ゼッケン | 名前     | ステージ | エリア                   | 備考     | リタイア時のタイム |
| -------- | -------- | -------- | ------------------------ | -------- | ------------------ |
| 79       | 森本裕介 | 3rd      | パイプスライダー         | 着地失敗 | 14分25秒           |
| 96       | 朝一眞   | 3rd      | クレイジークリフハンガー | 3→4本目  | 3分09秒            |
| 97       | 菅野仁志 | 3rd      | クレイジークリフハンガー | 3→4本目  | 5分44秒            |
| 87       | 高橋賢次 | 3rd      | クレイジークリフハンガー | 1→2本目  | 4分46秒            |

### 第30回大会
放送日 2014年7月3日
SASUKE2014 第30回記念大会 合計21エリア（1st-7 2nd-6 3rd-6 FINAL-2）
「第30回記念大会」と題し、過去2回の記念大会と同様にゼッケンが2901番〜3000番となった。
今回は、ナレーターが史上初となる2人体制で放送され、放送開始から3rdの岸本真弥の競技終了までは高川裕也が務め、3rdの長崎峻侑の競技から放送終了までの間と、事前番組と番宣のナレーションを小原雅人が務めた。
1stは最終エリアにランバージャッククライムが登場。
2ndは制限時間が20秒延長され110秒となり、スパイダーウォーク終点にスパイダードロップが追加された。パッシングウォールはウォールリフティングに戻された。
3rdはドラムホッパーが登場。川口、又地が漆原の完全制覇後、初のFINAL進出となった。
今大会をもって初田啓介が実況、片瀬那奈がMCを降板。
| STAGE | 実況                                          | クリア人数 | 制限時間 | 最速タイム者 | 残りタイム | 備考    |
| ----- | --------------------------------------------- | ---------- | -------- | ------------ | ---------- | ------- |
| 1st   | 石井大裕（2950番まで） 初田啓介（2951番以降） | 27名       | 105秒    | 朝一眞       | 35.55秒    |         |
| 2nd   | 初田啓介                                      | 9名        | 110秒    | 朝一眞       | 10.00秒    | 1人棄権 |
| 3rd   | 初田啓介                                      | 2名        |          |              |            |         |
| FINAL | 初田啓介                                      | 0名        | 30秒     |              |            |         |

| ゼッケン | 名前                   | ステージ | エリア                   | 備考     |
| -------- | ---------------------- | -------- | ------------------------ | -------- |
| 2994     | 又地諒                 | FINAL    | 綱登り                   | 残り約1m |
| 2967     | 川口朋広               | FINAL    | 綱登り                   | 残り約9m |
| 2973     | 岸本真弥               | 3rd      | バーティカルリミット     |          |
| 2998     | 朝一眞                 | 3rd      | クレイジークリフハンガー | 3→4本目  |
| 2996     | 菅野仁志               | 3rd      | クレイジークリフハンガー | 3→4本目  |
| 2991     | ドリュー・ドレッシェル | 3rd      | クレイジークリフハンガー | 3→4本目  |
| 2990     | リー・エンチ           | 3rd      | クレイジークリフハンガー | 3→4本目  |
| 2986     | 長崎峻侑               | 3rd      | クレイジークリフハンガー | 3→4本目  |
| 2935     | 日置将士               | 3rd      | クレイジークリフハンガー | 3→4本目  |

### 第31回大会
放送日 2015年7月1日
完全制覇者 森本裕介
SASUKE2015 合計23エリア（1st-8 2nd-7 3rd-6 FINAL-2）
今大会からメイン実況が駒田健吾になる。2015年1月から公式サイトにて出場者の募集が開始され、4月にオーディションを実施した。
今大会の収録から、これまでの出場者の親族・友人・関係者に加え、一般応募の観客と番組MC、芸能人ゲストが競技を観戦するスタイルとなり、1st～3rdにおいてクリアした選手のみが座れる椅子も設置された。
1stは「原点回帰」をテーマに、かつて存在したエリアのリメイクが登場。第5回の2ndにあったタックルマシンの進化版であるタックルの導入で脚力を大きく消耗し、次のエリアであるそり立つ壁で苦戦する選手が続出。ゼッケン98番の長野誠から漆原裕治・又地諒と3人連続そり立つ壁でリタイア。また、そり立つ壁以降のエリアでタイムアップでリタイアした選手も目立ち、クリア者は17名と前回大会より減少。
2ndはスワップサーモンラダーがサーモンラダー上り&下りにリニューアル、制限時間100秒。クリア者8名のうち、初出場での3rd進出を果たしたラギヴァル・アナスターズ以外は全員が3rd経験者。
3rdはサイドワインダーが登場。前回大会同様進出者全員がクレイジークリフハンガーまで到達も、突破したのは森本裕介と菅野仁志のみ。菅野は4度目の正直で初攻略も、直後に待ち受ける初挑戦のバーティカルリミット改でリタイア。一方、森本は第29回の雪辱を果たし自身初の3rd攻略。初のファイナリストとなり、FINALもクリア。
ファイナリストが1人のみの大会で完全制覇者が出たのは第4回以来。完全制覇者が出た大会でクリフハンガークリア者が2人だったのは当時最少。
今大会をもって川平慈英がMCを降板。
| STAGE | 実況                                                 | クリア人数 | 制限時間 | 最速タイム者             | 残りタイム | 備考 |
| ----- | ---------------------------------------------------- | ---------- | -------- | ------------------------ | ---------- | ---- |
| 1st   | 駒田健吾（1番-30番、81番以降） 伊藤隆佑（31番-80番） | 17名       | 120秒    | ラギヴァル・アナスターズ | 35.68秒    |      |
| 2nd   | 伊藤隆佑                                             | 8名        | 100秒    | 森本裕介                 | 19.41秒    |      |
| 3rd   | 駒田健吾                                             | 1名        |          |                          |            |      |
| FINAL | 駒田健吾                                             | 1名        | 30秒     | 森本裕介                 | 2.59秒     |      |

| ゼッケン | 名前                     | ステージ | エリア                   | 備考       |
| -------- | ------------------------ | -------- | ------------------------ | ---------- |
| 91       | 森本裕介                 | FINAL    | 完全制覇                 | 残り2.59秒 |
| 96       | 菅野仁志                 | 3rd      | バーティカルリミット改   | 1→2本目    |
| 97       | 川口朋広                 | 3rd      | クレイジークリフハンガー | 3→4本目    |
| 95       | 朝一眞                   | 3rd      | クレイジークリフハンガー | 3→4本目    |
| 94       | ドリュー・ドレッシェル   | 3rd      | クレイジークリフハンガー | 3→4本目    |
| 89       | 高橋賢次                 | 3rd      | クレイジークリフハンガー | 3→4本目    |
| 31       | 日置将士                 | 3rd      | クレイジークリフハンガー | 3→4本目    |
| 72       | ラギヴァル・アナスターズ | 3rd      | クレイジークリフハンガー | 2本目終点  |

### 第32回大会
放送日 2016年7月3日
SASUKE2016 合計26エリア（1st-9 2nd-8 3rd-6 FINAL-3）
今大会からタカアンドトシがMCを務めるようになり、杉山真也がサブ実況で初出演。また3rdに挑む選手は、腰元に滑り止めの粉が入ったポーチが付くようになった。
前回、森本裕介の完全制覇によりリニューアルされ、エリア総数は史上最多の26エリアで、そのうちマイナーチェンジを含む新エリアは13であり、改変率50％となった。前回の完全制覇者の森本裕介は就職先の研修による多忙が理由で欠場。
1stは、第1エリアのクワッドステップスと第2エリアのローリングヒルが直結した形で登場。前半に登場した選手を中心に猛威を振るった。さらに収録前日の雨と収録当日の気温差で発生した夜露が原因で、ドリュー・ドレッシェルの終了後に安全面を考慮して1日目の収録を中止。残り7人の挑戦は2日目夕刻に順延された。長野誠が今大会をもって引退を表明。1stのランバージャッククライムを登り切った直後にタイムアップとなった。この長野の勇姿は、出番数分前の様子と競技後のセレモニーを含めたノーカット版が、YouTubeにて視聴可能である。
2ndは、バックストリームの水流が2つに増え、逆走コンベアがリバースコンベアーとして復活登場した。
3rdは、今大会からクリフハンガー以降はシーツで覆われるようになり、パイプスライダーを除く全てのエリアがマイナーチェンジもしくは復活エリアであった。ラギヴァル・アナスターズ挑戦時から降雨に見舞われる劣悪なコンディションとなった。ウルトラクレイジークリフハンガーをドリューが唯一クリア。
今大会、進出者が現れなかったFINALは、スパイダークライム（8m）・サーモンラダー（7m）・綱登り（10m）の史上初となる3エリア構成となった。
| STAGE | 実況                                      | クリア人数 | 制限時間 | 最速タイム者             | 残りタイム | 備考 |
| ----- | ----------------------------------------- | ---------- | -------- | ------------------------ | ---------- | ---- |
| 1st   | 杉山真也（80番まで） 駒田健吾（81番以降） | 8名        | 115秒    | ラギヴァル・アナスターズ | 25.87秒    |      |
| 2nd   | 駒田健吾                                  | 8名        | 115秒    | ラギヴァル・アナスターズ | 28.63秒    |      |
| 3rd   | 駒田健吾                                  | 0名        |          |                          |            |      |

| ゼッケン | 名前                       | ステージ | エリア                           | 備考          |
| -------- | -------------------------- | -------- | -------------------------------- | ------------- |
| 93       | ドリュー・ドレッシェル     | 3rd      | バーティカルリミット改           | 1本目突入直後 |
| 76       | 佐藤惇                     | 3rd      | ウルトラクレイジークリフハンガー | 1→2本目       |
| 62       | ブレント・ステッフェンセン | 3rd      | ウルトラクレイジークリフハンガー | 1→2本目       |
| 85       | アンドレ・シム             | 3rd      | サイドワインダー・R改            | 3→4本目       |
| 94       | ラギヴァル・アナスターズ   | 3rd      | フライングバー                   | 2皿目→3皿目   |
| 87       | 長崎峻侑                   | 3rd      | フライングバー                   | 2皿目→3皿目   |
| 97       | 川口朋広                   | 3rd      | フライングバー                   | 1皿目→2皿目   |
| 66       | 鈴木祐輔                   | 3rd      | フライングバー                   | 1皿目→2皿目   |

### 第33回大会
放送日 2017年3月26日
SASUKE2017 合計エリア数26エリア（1st-9 2nd-8 3rd-6 FINAL-3）
第1回の開催から20周年の節目を迎えた大会となった。今大会と翌大会では前回大会で引退した長野誠が解説者として出演した。
1stでは、KUNOICHIのRED STAGEで難関となったフィッシュボーンがSASUKE用にマイナーチェンジされて登場。1stクリア者は13人であった一方、SASUKE新世代を中心とした近年の実力者のリタイアが相次いだ。山田勝己は20周年特別招待選手として1度限りで現役復帰を果たし、前回欠場の森本裕介が完全制覇後初の出場となった。
2ndは、スタートエリアが新エリアリングスライダーに変更。サーモンラダーでのリタイア者が相次ぎ、1人目から8人連続リタイアしたが、その後は5人連続クリアとなった。
3rdはエリア自体はサイドワインダー・R改のマイナーチェンジのみであったが、フライングバーとサイドワインダー・R改、バーティカルリミット改とパイプスライダーの間にあったブレイクゾーンが撤去され、直接移動となった。しかし、第2エリアのフライングバーで5人中4人がリタイア。ドリューが外国人では初の2大会連続単独最優秀成績。
| STAGE | 実況                                                 | クリア人数 | 制限時間 | 最速タイム者 | 残りタイム | 備考 |
| ----- | ---------------------------------------------------- | ---------- | -------- | ------------ | ---------- | ---- |
| 1st   | 駒田健吾（1 - 20番、81番以降） 杉山真也（21 - 80番） | 13名       | 128秒    | 佐藤惇       | 32.06秒    |      |
| 2nd   | 駒田健吾                                             | 5名        | 110秒    | 森本裕介     | 16.51秒    |      |
| 3rd   | 駒田健吾                                             | 0名        |          |              |            |      |

| ゼッケン | 名前                   | ステージ | エリア                           | 備考              |
| -------- | ---------------------- | -------- | -------------------------------- | ----------------- |
| 96       | ドリュー・ドレッシェル | 3rd      | ウルトラクレイジークリフハンガー | 2→3本目           |
| 98       | 長崎峻侑               | 3rd      | フライングバー                   | 2皿目→3皿目       |
| 95       | 朝一眞                 | 3rd      | フライングバー                   | 2皿目→3皿目跳躍前 |
| 100      | 森本裕介               | 3rd      | フライングバー                   | 1皿目→2皿目       |
| 97       | 佐藤惇                 | 3rd      | フライングバー                   | 1皿目→2皿目       |

### 第34回大会
放送日 2017年10月8日
SASUKE2017秋 20周年記念大会 合計エリア数26エリア（1st-9 2nd-8 3rd-6 FINAL-3）
第1回の開催から20周年となり、2011年以来となる年内2度目の開催。また、第21回以来に新エリアが無かった。
1stでは、第30回以来にクリア者が20人を超え、「American Ninja Warrior」で、女性初の1stをクリアしたジェシー・グラフが、日本版では史上2人目となる女性での1stクリア。前回まで3大会連続1stリタイアの漆原裕治は、今回1stをクリアできなければ引退という決意で参戦。1stをクリアし引退を回避した。この回のみ床の色が赤と水色に変更。
2ndはジェシーが史上初となる女性での2ndクリア者となった。3rd初進出は、ジェシーと黒虎では初の3rd進出となる小畑仁志の2人。
3rdは9人中7人がウルトラクレイジークリフハンガーに到達するも、クリア者は森本裕介のみ。その森本も直後のバーティカルリミット改でリタイアとなり、これで3大会連続の3rd全滅となった。
今回をもってタカアンドトシがMCを降板し、現地観覧芸能人のゲスト席やスタジオパートが再び設けられなくなった。
| STAGE | 実況                                      | クリア人数 | 制限時間 | 最速タイム者           | 残りタイム | 備考                                                                                            |
| ----- | ----------------------------------------- | ---------- | -------- | ---------------------- | ---------- | ----------------------------------------------------------------------------------------------- |
| 1st   | 杉山真也（80番まで） 駒田健吾（81番以降） | 24名       | 123秒    | ドリュー・ドレッシェル | 38.24秒    | エリア変更なし(フィッシュボーンがマイナーチェンジ)で制限時間5秒減。 女性は制限時間133秒で挑戦。 |
| 2nd   | 駒田健吾                                  | 9名        | 110秒    | 佐藤惇                 | 20.52秒    | ジェシーは女性仕様の制限時間120秒で挑戦。                                                       |
| 3rd   | 駒田健吾                                  | 0名        |          |                        |            |                                                                                                 |

| ゼッケン | 名前                     | ステージ | エリア                           | 備考      |
| -------- | ------------------------ | -------- | -------------------------------- | --------- |
| 100      | 森本裕介                 | 3rd      | バーティカルリミット改           | 1本目中盤 |
| 98       | 川口朋広                 | 3rd      | ウルトラクレイジークリフハンガー | 2→3本目   |
| 97       | ドリュー・ドレッシェル   | 3rd      | ウルトラクレイジークリフハンガー | 2→3本目   |
| 96       | 佐藤惇                   | 3rd      | ウルトラクレイジークリフハンガー | 1→2本目   |
| 87       | ジェシー・グラフ         | 3rd      | ウルトラクレイジークリフハンガー | 1→2本目   |
| 45       | 日置将士                 | 3rd      | ウルトラクレイジークリフハンガー | 1→2本目   |
| 93       | ラギヴァル・アナスターズ | 3rd      | ウルトラクレイジークリフハンガー | 1本目     |
| 49       | 小畑仁志                 | 3rd      | サイドワインダー・改             | 2→3本目   |
| 84       | 鈴木祐輔                 | 3rd      | サイドワインダー・改             | 1→2本目   |

### 第35回大会
放送日 2018年3月26日
SASUKE2018  合計24エリア（1st-7 2nd-8 3rd-6 FINAL-3）
今大会から海外フォーマットに合わせ「SASUKE NINJA WARRIOR」と名乗るようになった。
第28回以降一時的に復活していた現地観戦ゲスト芸能人席が再度廃止された。また今大会より、服部潤がナレーションを高川と分担する形で務めるようになる。基本的には、第37回終了時点では、服部が1st開始から終了までの競技のナレーションを担当し、2nd以降の競技のナレーションを高川が担当する形式となっている。
1stでは、ターザンロープとランバージャッククライムが撤去され、そり立つ壁を最終エリアに設けたコース短縮に伴い、STAGE全体のエリア数において、1stが2ndのエリア数を初めて下回った。また制限時間も123秒から85秒と大幅に減少し、よりスピードが重視される構成となった。新エリアのドラゴングライダーでのリタイアが多発し、クリアしたのはわずか11人で、1stをクリアした8人は、全員過去の1stクリア経験者であった。95人が終了し、クリアしたのはわずか3人だったが、ゼッケン96番 - 100番まで5人連続で1stクリアした。高橋賢次が今大会をもって引退を表明した。
3rdには5人が進出。前回まで直接移動だったウルトラクレイジークリフハンガーとバーティカルリミットに、今大会からブレイクゾーンが設けられた。ウルトラクレイジークリフハンガーには4人が挑戦し、3人クリアと初めて複数の突破者が出た。森本裕介がリニューアル後初のファイナリストとなる。
今大会をもって駒田健吾が実況を降板。
| STAGE | 実況                                      | クリア人数 | 制限時間 | 最速タイム者           | 残りタイム | 備考 |
| ----- | ----------------------------------------- | ---------- | -------- | ---------------------- | ---------- | ---- |
| 1st   | 杉山真也（70番まで） 駒田健吾（71番以降） | 8名        | 85秒     | 佐藤惇                 | 20.39秒    |      |
| 2nd   | 駒田健吾                                  | 5名        | 110秒    | ドリュー・ドレッシェル | 23.72秒    |      |
| 3rd   | 駒田健吾                                  | 1名        |          |                        |            |      |
| FINAL | 駒田健吾                                  | 0名        | 45秒     |                        |            |      |

| ゼッケン | 名前                   | ステージ | エリア                           | 備考      |
| -------- | ---------------------- | -------- | -------------------------------- | --------- |
| 100      | 森本裕介               | FINAL    | 綱登り                           | 残り約4m  |
| 99       | 川口朋広               | 3rd      | バーティカルリミット             | 1→2本目   |
| 98       | ドリュー・ドレッシェル | 3rd      | バーティカルリミット             | 1本目終盤 |
| 97       | 佐藤惇                 | 3rd      | ウルトラクレイジークリフハンガー | 1→2本目   |
| 60       | 日置将士               | 3rd      | プラネットブリッジ               | 1→2個目   |
| 96       | 樽美酒研二             | 2nd      | ウォールリフティング             | 2枚目     |
| 92       | 長崎峻侑               | 2nd      | スパイダードロップ               |           |
| 89       | 山本桂太朗             | 2nd      | スパイダードロップ               |           |

### 第36回大会
放送日 2018年12月31日
SASUKE2018大晦日 平成最後の大晦日SP!SASUKE2018&ボクシング井岡一翔世界タイトルマッチ 合計24エリア（1st-7 2nd-8 3rd-6 FINAL-3）
今大会から番組ロゴが変更された。
史上初の大晦日開催に加え、同じく史上初となる横浜赤レンガ倉庫でのFINAL生放送を行った。FINALのみではあるものの、第2回に緑山スタジオに開催地を移動して以降では初めて開催地を変更して行われた。また、この回では第27回を最後に実況からは離れていた佐藤文康が復帰し、メイン実況を担当した。FINAL生中継の実況はSASUKE初出演の安住紳一郎が番組司会と兼務で担当した。
1stは今回初めて、全員の挑戦が夜間に行われた。また、タイファイターのボードの形状がリニューアルされたウイングスライダーが登場した。
3rdは前回同様、森本裕介が最後の生き残りとなった中、2大会連続のファイナリストとなった。今大会から3rdは雨対策として布で覆われるようになった。
生放送のFINALに挑んだ森本だったが、ゴールボタンまであと僅かと言うところでタイムアップとなった。
| STAGE | 実況                                      | クリア人数 | 制限時間 | 最速タイム者           | 残りタイム | 備考                        |
| ----- | ----------------------------------------- | ---------- | -------- | ---------------------- | ---------- | --------------------------- |
| 1st   | 佐藤文康（60番まで） 杉山真也（61番以降） | 15名       | 85秒     | ドリュー・ドレッシェル | 29.45秒    | 女性は制限時間105秒で挑戦。 |
| 2nd   | 杉山真也                                  | 10名       | 110秒    | 佐藤惇                 | 19.55秒    |                             |
| 3rd   | 佐藤文康                                  | 1名        |          |                        |            |                             |
| FINAL | 安住紳一郎                                | 0名        | 45秒     |                        |            |                             |

| ゼッケン | 名前                   | ステージ | エリア                           | 備考                  |
| -------- | ---------------------- | -------- | -------------------------------- | --------------------- |
| 100      | 森本裕介               | FINAL    | 綱登り                           | 残り約50cm ゴール付近 |
| 92       | 又地諒                 | 3rd      | バーティカルリミット             | 3本目終盤             |
| 95       | 漆原裕治               | 3rd      | バーティカルリミット             | 3本目序盤             |
| 73       | 多田竜也               | 3rd      | バーティカルリミット             | 2→3本目               |
| 96       | 佐藤惇                 | 3rd      | ウルトラクレイジークリフハンガー | 2→3本目               |
| 71       | 日置将士               | 3rd      | ウルトラクレイジークリフハンガー | 2→3本目               |
| 63       | 荒木直之               | 3rd      | ウルトラクレイジークリフハンガー | 2→3本目               |
| 99       | 川口朋広               | 3rd      | ウルトラクレイジークリフハンガー | 1→2本目               |
| 98       | 樽美酒研二             | 3rd      | サイドワインダー                 | フライングバー→1本目  |
| 89       | ベンジャミン・トイヤー | 3rd      | フライングバー                   | 2皿目→3皿目           |

### 第37回大会
放送日 2019年12月31日
SASUKE2019 合計23エリア（1st-7 2nd-7 3rd-6 FINAL-3）
2年連続で大晦日開催・横浜赤レンガ倉庫FINAL生放送が行われた。
第27回大会を最後に実況から離れていた小笠原亘がサブで実況に復帰し、メイン実況がSASUKE第6期開始時からサブ実況を務めた杉山真也に正式に交代し、6代目メイン実況となった。
今大会の緑山での収録では、雨天による影響が随所で見受けられ、1stでは、初日の前半50人の収録予定が雨天で中止となり、翌日に後半50人を含めた収録を行った影響で、スケジュールの都合による欠場者も何名か発生。1stでは、フィッシュボーンに3度目のマイナーチェンジとして逆回転部分が加わった。80番台以降の終盤では、濃霧の影響で森本裕介ら実力者達のリタイアが相次いだ。1stクリア者は前回より少ない10名。
2ndは、かつて1stの名物エリアだったローリング丸太が「ローリングログ」として復活したが、雨によるスリップで公平性と安全性が損なわれるため採用を見送られ、第2エリアのサーモンラダー上りからスタートとなり、それに伴い制限時間も短縮された。
3rd進出者は8名。初進出は黒虎から山本良幸と伊佐嘉矩、ドイツ代表のレネ・キャスリーの3名。可動部分が2ヶ所に増えたクリフハンガーディメンションが登場したが、これも雨の影響で可動用モーターが故障したため、固定された状態での使用となった。多田竜也とレネが初のFINAL進出も今回も全滅。
| STAGE | 実況                                      | クリア人数 | 制限時間 | 最速タイム者 | 残りタイム | 備考                        |
| ----- | ----------------------------------------- | ---------- | -------- | ------------ | ---------- | --------------------------- |
| 1st   | 杉山真也（46番まで） 小笠原亘（47番以降） | 10名       | 88秒     | 佐藤惇       | 20.21秒    | 女性は制限時間120秒で挑戦。 |
| 2nd   | 杉山真也                                  | 8名        | 100秒    | 山本良幸     | 23.57秒    | 女性は制限時間110秒で挑戦。 |
| 3rd   | 杉山真也                                  | 2名        |          |              |            |                             |
| FINAL | 安住紳一郎                                | 0名        | 45秒     |              |            |                             |

| ゼッケン | 名前             | ステージ | エリア                               | 備考                           |
| -------- | ---------------- | -------- | ------------------------------------ | ------------------------------ |
| 88       | レネ・キャスリー | FINAL    | サーモンラダー15段                   | 11段目、バーが脱線し失格       |
| 49       | 多田竜也         | FINAL    | サーモンラダー15段                   | 9段目                          |
| 96       | 漆原裕治         | 3rd      | パイプスライダー                     | 開始直後、バーがレールから脱線 |
| 94       | 佐藤惇           | 3rd      | クリフハンガーディメンション（停止） | 2→3本目                        |
| 47       | 山本良幸         | 3rd      | クリフハンガーディメンション（停止） | 2→3本目                        |
| 98       | ジェシー・グラフ | 3rd      | クリフハンガーディメンション（停止） | 1→2本目                        |
| 60       | 日置将士         | 3rd      | クリフハンガーディメンション（停止） | 1→2本目                        |
| 48       | 伊佐嘉矩         | 3rd      | クリフハンガーディメンション（停止） | 1→2本目                        |

### 第38回大会
放送日 2020年12月29日
完全制覇者 森本裕介
SASUKE2020 合計24エリア（1st-7 2nd-8 3rd-6 FINAL-3）
同年の年初から新型コロナウイルス感染症が世界的に蔓延する中で、難しい大会運営となった。新型コロナウイルス感染拡大防止に備え、各選手（一部ネット記事や公式YouTubeでは5人の選手の競技が終了するタイミング）の競技ごとに通過したエリアの消毒やセットの交換、また感染症専門医の監修のもと開催し参加者全員PCR検査を受け無観客での収録となった。また、出場者は競技中以外はマウスシールドの着用が義務付けられた。1stステージのエリアの1つであるウイングスライダーが感染対策をしながら競技をするのには適さないと判断（いわゆる3密の要素が揃っていた）され、急遽撤去された。その代わりに今大会よりコロナ対策がしやすいエリアとしてシルクスライダーが急遽導入された。この影響により、前回最優秀成績者のレネ・キャスリーをはじめとする外国勢は全員欠場となった。山田勝己と長野誠が復活参戦することが決まり、結果的にゼッケン95番から100番まで過去のファイナリストが6人連続、98番から100番まで完全制覇者が3人連続で登場することになった。
サブ実況として喜入友浩、熊崎風斗の2名が初出演。喜入と熊崎は今回は1stの中盤の実況を担当した。
1stではウイングスライダーが撤去され、代わりに新エリアとしてシルクスライダーが登場し、制限時間が前回の88秒から90秒に変更された。
2ndでは、前回大会では雨の影響により使用されなかったローリングログが新エリアとして第1エリアに登場。
3rdは前回同様雨の中行われた。前回は雨の影響により停止していたクリフハンガーディメンションのモーターが初めて稼働した。クリフハンガーディメンションをクリアできたのは森本裕介のみ。今大会唯一のファイナリストとなった。この大会から挑戦者が階段を上がる演出がなくなり、3rdステージの上にいる状態で始まるようになった。山本良幸はクリフハンガーディメンションの飛び移りを2つとも成功しながら最終突起で無念の落下。クリフハンガーの最終突起での落下は第27回のデイヴィッド・キャンベル以来で、飛び移りができてからは初。
FINALは3大会ぶりに緑山スタジオにて収録。第8回以来となる雨天の状態での挑戦となったがFINALを攻略。5年ぶり2度目の完全制覇・史上2人目となる2度の完全制覇を達成した。長野が成し得なかったゼッケン100番での完全制覇も今大会が初となる。完全制覇者が出た大会でクリフハンガークリア者が完全制覇者1人だけだったのは史上最少。
今大会終了後、竹田敏浩が心房細動を発症したことを公表し、引退を表明。
| STAGE | 実況                                                                       | クリア人数 | 制限時間 | 最速タイム者 | 残りタイム | 備考                        |
| ----- | -------------------------------------------------------------------------- | ---------- | -------- | ------------ | ---------- | --------------------------- |
| 1st   | 杉山真也（1番-15番、71番以降） 喜入友浩（16番-40番） 熊崎風斗（41番-70番） | 14名       | 90秒     | 佐藤惇       | 30.66秒    | 女性は制限時間135秒で挑戦。 |
| 2nd   | 杉山真也                                                                   | 5名        | 105秒    | 山本良幸     | 13.22秒    |                             |
| 3rd   | 杉山真也                                                                   | 1名        |          |              |            |                             |
| FINAL | 杉山真也                                                                   | 1名        | 45秒     | 森本裕介     | 2.52秒     |                             |

| ゼッケン | 名前     | ステージ | エリア                       | 備考              |
| -------- | -------- | -------- | ---------------------------- | ----------------- |
| 100      | 森本裕介 | FINAL    | 完全制覇                     | 残り2.52秒        |
| 49       | 山本良幸 | 3rd      | クリフハンガーディメンション | 3本目中盤で滑落   |
| 95       | 多田竜也 | 3rd      | クリフハンガーディメンション | 2→3本目           |
| 94       | 佐藤惇   | 3rd      | クリフハンガーディメンション | 2→3本目           |
| 50       | 伊佐嘉矩 | 3rd      | フライングバー               | 2皿目→3皿目跳躍後 |

### 第39回大会
放送日 2021年12月28日
SASUKE2021 合計24エリア（1st-7 2nd-8 3rd-6 FINAL-3）
前回大会、森本裕介が2度目の完全制覇を達成したものの、エリアなどの変更点は少なかった。前回同様、新型コロナウイルス感染拡大防止の観点から外国勢は全員欠場。また、前回まで10回連続1stクリアを果たしている佐藤惇が怪我のため欠場となった。出場者は競技中以外はマスク着用が義務付けられた。
今大会のみ、完全制覇者のゼッケンには完全制覇達成回数分の星が付く特別仕様となっていた。
今大会の1stでは、サブ実況として南波雅俊が初参加し、従来の観客席の位置にチアガールグループ「東京ガールズ」が選手と会場を盛り上げた。1stは、ドラマ『99.9-刑事専門弁護士-』とのコラボで制限時間が99.9秒となった。また、熊崎が初めて2nd実況を担当した。
エリアのリニューアルは、シルクスライダーのマイナーチェンジと、第30回以来に2連そり立つ壁が復活した2ヶ所。2日目の収録では終盤から雨が降り出し、各エリアが非常に滑りやすくなり、完全制覇者の漆原裕治や森本裕介をはじめ2連そり立つ壁でのリタイア者が続出し、ゼッケン92番以降全滅となった。
2ndはローリングログが短縮された以外の変更はなし。3rd進出者9人のうち、梶原颯・武藤智広・山本桂太朗が初進出。
3rdはエリアのリニューアルが施されたサイドワインダーのマイナーチェンジと、新エリアのスイングエッジの2ヶ所で脱落者が続出し、クリフハンガーディメンションまでの到達者は3人に留まった。多田竜也は今大会唯一クリフハンガーディメンションを突破するも、バーティカルリミットでリタイア。これにより、5大会ぶりに3rdで100人が全滅。
FINALはプロスポーツクライマーの楢﨑智亜と野口啓代の監修のもと製作されたが、リニューアルされた第1エリア部分は黒いシートで覆い隠されており、今大会はファイナリストが現れなかったため詳細は明らかにされなかった。
今大会の放送終了後、史上初となるSASUKEファンミーティングも開催された。
| STAGE | 実況                                                                       | クリア人数 | 制限時間 | 最速タイム者 | 残りタイム | 備考                        |
| ----- | -------------------------------------------------------------------------- | ---------- | -------- | ------------ | ---------- | --------------------------- |
| 1st   | 杉山真也（1番-20番、70番以降） 南波雅俊（21番-45番） 熊崎風斗（46番-69番） | 14名       | 99.9秒   | 山本良幸     | 27.17秒    | 女性は制限時間135秒で挑戦。 |
| 2nd   | 熊崎風斗                                                                   | 9名        | 105秒    | 山本良幸     | 26.55秒    |                             |
| 3rd   | 杉山真也                                                                   | 0名        |          |              |            |                             |

| ゼッケン | 名前       | ステージ | エリア                       | 備考                                             |
| -------- | ---------- | -------- | ---------------------------- | ------------------------------------------------ |
| 91       | 多田竜也   | 3rd      | バーティカルリミット         | 3本目                                            |
| 59       | 日置将士   | 3rd      | クリフハンガーディメンション | 1→2本目                                          |
| 35       | 梶原颯     | 3rd      | クリフハンガーディメンション | 1→2本目                                          |
| 89       | 又地諒     | 3rd      | スイングエッジ               | 1→2個目                                          |
| 55       | 伊佐嘉矩   | 3rd      | スイングエッジ               | 1→2個目 コースアウト（禁止部分を掴む）により失格 |
| 50       | 山本良幸   | 3rd      | スイングエッジ               | 1→2個目                                          |
| 90       | 山本桂太朗 | 3rd      | サイドワインダー             | 2→3本目                                          |
| 77       | 鈴木祐輔   | 3rd      | サイドワインダー             | 2→3本目                                          |
| 71       | 武藤智広   | 3rd      | サイドワインダー             | 1→2本目                                          |

### 第40回大会
放送日 2022年12月27日
SASUKE2022 第40回記念大会 合計24エリア（1st-7 2nd-8 3rd-6 FINAL-3）
1997年の第1回大会開催から今年で生誕25周年を迎えた。「第40回記念大会」と題し、ゼッケンは3901番〜4000番で固定。今年は3年ぶりに一般応募の観客席を設け、海外勢も招集された。
昨年と同様にタレントとYouTuberのオーディションを開催。そして、前回の大会放映直後に開催されたファンミーディングで、出場者から推薦を受けた者限定のオーディションを開催。さらに今年は一般出場者の募集を前半と後半の二度に分け、後半では9年ぶりとなる予選会を開催。総勢500人の精鋭が出場権を懸けて鎬を削った模様が、TVerで全5回にわたって配信された。また、今大会では初めて南波が2nd実況を担当した。
第29回以来9年ぶりの橋本亘司、第28回以来10年ぶりの秋山和彦、そして最長ブランクとなる第8回以来21年ぶりのケイン・コスギの参戦が注目を集めたほか、歴代完全制覇者の4人が完全制覇者として集結した初の大会となり、FINAL経験者は過去最多の14人に及んだ。完全制覇者とファイナリストは番組内のテロップで名前と共に完全制覇した大会、もしくはFINALに進出した大会が表記されるようになった。
エリアの内容に変化はなかったが、2ndの「スパイダーウォーク」が「スパイダーラン」、3rdの「クリフハンガーディメンション」が「クリフディメンション」に名称が変更された。
1stでは今大会から映像の臨場感をさらに増すために選手と並走出来る小型カメラ（マイクロドローン）が投入された。ゼッケン3971〜3977番まで7人連続クリア。大嶋あやのが第2回の田邊智恵以来、日本人女性24年ぶりとなる1stクリア。初めて1stで複数名（3名）の女性選手がクリアし、オリバーとステファニーが史上初の夫婦でのクリアをした。
今大会では2ndの制限時間が前回に比べ5秒減らされたが、KUNOICHIを含めても歴代最多となる12人がクリア。
3rdでは山本良幸、多田竜也、森本裕介がクリア。しかし、解禁された新ファイナルの新エリア「スピードクライミング」と続役した「サーモンラダー15段」が行く手を阻む。森本はゴールボタン目前でタイムアップとなり、史上初3度目の完全制覇にはあと一歩届かず。
| STAGE | 実況                                                                                      | クリア人数 | 制限時間 | 最速タイム者 | 残りタイム | 備考                                               |
| ----- | ----------------------------------------------------------------------------------------- | ---------- | -------- | ------------ | ---------- | -------------------------------------------------- |
| 1st   | 杉山真也（3901番-3910番、3971番以降） 南波雅俊（3911番-3940番） 熊崎風斗（3941番-3970番） | 24名       | 99.9秒   | 梶原颯       | 38.17秒    | 女性は制限時間135秒で挑戦。                        |
| 2nd   | 南波雅俊                                                                                  | 12名       | 100秒    | 梶原颯       | 25.93秒    | 女性は制限時間115秒で挑戦。エリア変更なしで5秒減。 |
| 3rd   | 杉山真也                                                                                  | 3名        |          |              |            |                                                    |
| FINAL | 杉山真也                                                                                  | 0名        | 45秒     |              |            |                                                    |

| ゼッケン | 名前       | ステージ | エリア               | 備考                  |
| -------- | ---------- | -------- | -------------------- | --------------------- |
| 4000     | 森本裕介   | FINAL    | 綱登り               | 残り約10cm ゴール地点 |
| 3950     | 山本良幸   | FINAL    | 綱登り               | 残り9m 網登り突入直後 |
| 3973     | 多田竜也   | FINAL    | サーモンラダー15段   | 6→7段目、タイムアップ |
| 3975     | 山本桂太朗 | 3rd      | パイプスライダー     | 着地失敗              |
| 3999     | 漆原裕治   | 3rd      | バーティカルリミット | 2→3本目               |
| 3974     | 荒木直之   | 3rd      | クリフディメンション | 2→3本目               |
| 3965     | 梶原颯     | 3rd      | クリフディメンション | 2→3本目               |
| 3972     | 佐藤惇     | 3rd      | クリフディメンション | 1→2本目               |
| 3993     | 川口朋広   | 3rd      | スイングエッジ       | 2→3個目               |
| 3924     | 伊佐嘉矩   | 3rd      | スイングエッジ       | 1→2個目               |
| 3977     | 鈴木祐輔   | 3rd      | サイドワインダー     | 1→2本目               |
| 3976     | 武藤智広   | 3rd      | サイドワインダー     | 1→2本目               |

### 第41回大会
放送日 2023年12月27日
SASUKE2023 合計25エリア（1st-8 2nd-8 3rd-6 FINAL-3）
キャッチコピーは、『SASUKEのない、人生なんて。』。
今年はタレントオーディションと4年ぶりとなる対面での一般オーディションを実施し、昨年と同様に予選会を実施。更に高校対抗で優勝した1校の代表3名が出場できる「SASUKE甲子園」が開催された。また、昨年に引き続いて観覧の募集も行われ、同年5月に新型コロナウイルス感染症が5類感染症に移行したことに伴い、コロナ前の37回大会の水準にまで観覧の人数を増やした他、応援時の観覧の声出しも解禁された。選手、スタッフ、観覧のマスク着用も原則個人の自由となった。
今大会の前には番組初のオリジナルキャラクターである「坂本さん」が誕生し、今大会のゼッケンにも彼がいる仕様になった。
今大会から出場した選手のうちの数名が登場するキービジュアルも追加。大会毎にキャッチコピーも変化する。
今大会から左上の表示されるテロップの背景が水色から現在のロゴに近い赤と黒の配色になった。1stは男性の制限時間が110秒に変更され、2連そり立つ壁が通常の形態へと戻り、第38回大会以来の新エリア「ツインダイヤ」がフィッシュボーンとドラゴングライダーの間に追加される形で新設。1stクリア者は21名と前回に続き20人を超えた。長野誠の息子である長野塊王が1stステージ最年少クリアを果たした。
2ndはクリアラッシュが相次ぎ、二大会連続で歴代最多を更新する15名がクリア。1stステージで負傷した長崎峻侑が棄権した。
3rdはスイングエッジの開始地点の足場が左右に分かれた形に変更され、バーティカルリミットが一部の突起が自重で回転する「バーティカルリミット.BURST」としてマイナーチェンジ。宮岡良丞、山本桂太朗、多田竜也、森本裕介の4人が新エリアのバーティカルリミット.BURSTまで到達したが、2つ目の回転を攻略できず、今回はここで100人が全滅。
| STAGE | 実況                                                                                             | クリア人数 | 制限時間 | 最速タイム者 | 残りタイム | 備考                                                 |
| ----- | ------------------------------------------------------------------------------------------------ | ---------- | -------- | ------------ | ---------- | ---------------------------------------------------- |
| 1st   | 杉山真也（1番-10番、33番-38番、71番以降） 南波雅俊（11番-32番、66番-70番） 熊崎風斗（39番-65番） | 21名       | 110秒    | 梶原颯       | 45.39秒    | 女性は制限時間135秒で挑戦。1stステージ最多秒数記録。 |
| 2nd   | 熊崎風斗                                                                                         | 15名       | 100秒    | 山本良幸     | 26.90秒    | 1人棄権。                                            |
| 3rd   | 杉山真也                                                                                         | 0名        |          |              |            |                                                      |

| ゼッケン | 名前             | ステージ | エリア                     | 備考        |
| -------- | ---------------- | -------- | -------------------------- | ----------- |
| 100      | 森本裕介         | 3rd      | バーティカルリミット.BURST | 第5→第6突起 |
| 80       | 山本桂太朗       | 3rd      | バーティカルリミット.BURST | 第5→第6突起 |
| 59       | 宮岡良丞         | 3rd      | バーティカルリミット.BURST | 第5→第6突起 |
| 98       | 多田竜也         | 3rd      | バーティカルリミット.BURST | 第1→第2突起 |
| 99       | 山本良幸         | 3rd      | クリフディメンション       | 2→3本目     |
| 97       | 漆原裕治         | 3rd      | クリフディメンション       | 2→3本目     |
| 93       | レネ・キャスリー | 3rd      | クリフディメンション       | 2→3本目     |
| 92       | ダニエル・ギル   | 3rd      | クリフディメンション       | 2→3本目     |
| 76       | 佐藤惇           | 3rd      | クリフディメンション       | 2→3本目     |
| 44       | 梶原颯           | 3rd      | クリフディメンション       | 2→3本目     |
| 16       | 山下裕太         | 3rd      | クリフディメンション       | 2→3本目     |
| 77       | 武藤智広         | 3rd      | クリフディメンション       | 1→2本目     |
| 51       | 日置将士         | 3rd      | クリフディメンション       | 1→2本目     |
| 45       | 山葵             | 3rd      | クリフディメンション       | 1→2本目     |
| 79       | 荒木直之         | 3rd      | サイドワインダー           | 2→3本目     |

### 第42回大会
放送日 2024年12月25日
SASUKE2024 クリスマス決戦 合計25エリア（1st-8 2nd-8 3rd-6 FINAL-3）
キャッチコピーは、『鳴らせ!!完全制覇のジングルベル。』。
史上初のクリスマスの放送。昨年に引き続き予選会（トライアウト）・タレントオーディション・一般オーディション・SASUKE甲子園に加え、新たにアイドル予選会も実施された。サブ実況には小沢光葵が加わり、初の実況4人体制となった。2ndステージの実況は4大会ぶりに杉山が担当。
1stにてシルクスライダーに代わり新エリア「スクリュードライバー」が登場。しかしクリア者は28名と3大会連続で20名を超え、そり立つ壁系統のエリアが導入された第5回大会以降では最多のクリア人数となった。
2ndは制限時間が5秒短縮されたうえ、途中から大雨に見舞われローリングログでのリタイア者が相次いだが、3大会連続で歴代最多を更新する16名がクリア。更に、16歳（高校1年生）の中島結太と46歳の漆原裕治がそれぞれ2ndクリアの最年少記録と最年長記録を更新した。
3rdも2ndと同様新エリアは無いものの、スイングエッジの2か所目が突起が1つのY字型に変更され、前年のリタイア者ゼロから一気に6名がリタイア。宮岡良丞がバーティカルリミット.BURSTを二度目の挑戦で人類史上初の突破、そのまま今大会唯一にして2年ぶりのファイナリストとなった。しかし、新ファイナル初挑戦かつ今年は.BURST攻略に重点を置いていたため苦戦し、綱を登り始めようとしたところでタイムアップ。大健闘も史上5人目の完全制覇者誕生とはならなかった。なお宮岡は史上初めて初出場から2大会連続の最優秀成績（タイ記録含む）となった。
尚、今回クリスマス決戦と題して、ED曲は通常のBGMからヴォーン・モンローによる『Let It Snow! Let It Snow! Let It Snow!』に差し替えられた。
放送終了後にYouTube公式チャンネルにてライブ配信された打ち上げトークSPにて、次回の第43回大会に向けて総合演出の乾雅人から『チーフプロデューサーの了解も得たので、1stを大リニューアルします、全員ぶっ倒します』と正式に発表した。
| STAGE | 実況 | クリア人数 | 制限時間 | 最速タイム者 | 残りタイム | 備考                                                 |
| ----- | --- | ---------- | -------- | ------------ | ---------- | ---------------------------------------------------- |
| 1st   | 杉山真也（1番-10番、71番以降） 南波雅俊（11番-30番） 小沢光葵（31番-40番、62番-70番） 熊崎風斗（41番-61番） | 28名       | 110秒    | 梶原颯       | 44.17秒    | 女性は制限時間135秒。                                |
| 2nd   | 杉山真也 | 16名       | 95秒     | 梶原颯       | 25.46秒    | 2ndステージクリア最多人数記録。女性は制限時間110秒。 |
| 3rd   | 杉山真也 | 1名        |          |              |            |                                                      |
| FINAL | 杉山真也 | 0名        | 45秒     |              |            |                                                      |

| ゼッケン | 名前               | ステージ | エリア                     | 備考                  |
| -------- | ------------------ | -------- | -------------------------- | --------------------- |
| 78       | 宮岡良丞           | FINAL    | 綱登り                     | 残り9m 綱登り突入直後 |
| 100      | 森本裕介           | 3rd      | バーティカルリミット.BURST | 第5→第6突起           |
| 77       | 多田竜也           | 3rd      | バーティカルリミット.BURST | 第4突起               |
| 90       | イリアン・シェリフ | 3rd      | バーティカルリミット.BURST | 第1→第2突起           |
| 99       | 漆原裕治           | 3rd      | クリフディメンション       | 2→3本目               |
| 91       | ダニエル・ギル     | 3rd      | クリフディメンション       | 2→3本目               |
| 76       | 荒木直之           | 3rd      | クリフディメンション       | 2→3本目               |
| 46       | 中島結太           | 3rd      | クリフディメンション       | 2→3本目               |
| 60       | 武藤智広           | 3rd      | クリフディメンション       | 1→2本目               |
| 96       | 川口朋広           | 3rd      | スイングエッジ             | 2→3個目               |
| 79       | 山本桂太朗         | 3rd      | スイングエッジ             | 2→3個目               |
| 97       | 山本良幸           | 3rd      | スイングエッジ             | 1→2個目               |
| 61       | 日置将士           | 3rd      | スイングエッジ             | 1→2個目               |
| 47       | 髙須賀隼           | 3rd      | スイングエッジ             | 1→2個目               |
| 40       | 梶原颯             | 3rd      | スイングエッジ             | 1→2個目               |
| 69       | 内宮修造           | 3rd      | サイドワインダー           | 1→2本目               |

## WORLD CUP

### 2024年
放送日 2024年8月21日
SASUKE WORLD CUP 2024 合計18エリア（1st-8 2nd-1 3rd-6 FINAL-3）
キャッチコピーは、『完全制覇を超えた、世界一決定戦。』。
日本初のSASUKE世界大会。また団体戦のSASUKEも史上初。男女5人（男性4：女性1）で日本（3チーム）、アメリカ、ドイツ、フランス、オーストラリアの計7チーム35人が対戦。日本は「JAPAN Red」、「JAPAN Blue」、「JAPAN Legend」の3チームに分かれており、Legendチームからは水野裕子が第14回大会以来約20年ぶりの参戦となった。
今大会は1stは全員、2ndは代表2名、3rdは代表4名、FINALは代表1名が挑戦し、クリアしたエリア数やクリアタイムによって点数が決まり、1stは下位2チーム、2ndは下位1チーム、3rdは下位2チームが脱落。そしてFINALステージで優勝が決まる。
1stは並走が禁止。また、シルクスライダーの代わりにウイングスライダーが5年ぶりに復活。
2ndは従来とは全く違うFINALステージの真裏に設置されたスパイダークライム15mという競技内容になり、日本からは2チームが3rdに駒を進めた。
3rdはクリフディメンションが猛威を振るい、クリア者は森本ただ一人。しかしバーティカルリミット.BURSTのリベンジは果たせず。しかしJAPAN Redはアメリカに次いで2位通過でFINAL進出を果たした。
FINALステージは両者とも頂上までたどり着いたが、より早くゴールした森本率いるJAPAN Redが優勝に輝いた。
| STAGE | 実況     | 挑戦人数          | クリア人数             | 制限時間  | 最速タイム者 | クリアタイム | 備考 |
| ----- | -------- | ----------------- | ---------------------- | --------- | ------------ | ------------ | --- |
| 1st   | 杉山真也 | 7チーム （各5人） | 5チーム （クリア18人） | 最大150秒 | 山本良幸     | 65.61秒      | 各ヒート1位70P～7位10Pで点数が付く。 チームの合計得点で順位を付ける。 同率の場合はクリア者の数が多い方が上位となる。 クリア者も同数の場合は最速タイムのいる選手が上位となる。                                         |
| 2nd   | 杉山真也 | 5チーム （各2人） | 4チーム （完登9人）    | 無制限    | 山本良幸     | 8.95秒       | 代表2名の合計タイムで争う。 途中で落下した場合はクリアタイムが20秒の扱いになる。 |
| 3rd   | 杉山真也 | 4チーム （各4人） | 2チーム （クリア0人）  | 無制限    |              |              | 代表4名（ただし女性選手は第2ヒートで必ず出場）の合計得点で争う。 1移動ごとに10Pが加算される。 同点の場合は個人得点がより多い選手のいるチームが上位。 個人得点も同率ならポイントを得るまでのタイムが早かった方が上位。 |
| FINAL | 杉山真也 | 2チーム （各1人） | 1チーム （完登2人）    | 無制限    |              |              | 代表1名のタイムレース。 |

総合記録
| 総合順位 | チーム（名前は背番号順、太字はキャプテン）                                                                                           | 1st      | 1st        | 2nd        | 3rd      | 3rd          | FINAL                        |
| 総合順位 | チーム（名前は背番号順、太字はキャプテン）                                                                                           | ポイント | クリア人数 | 合計タイム | ポイント | 個人の最高点 | 記録                         |
| -------- | --- | -------- | ---------- | ---------- | -------- | ------------ | ---------------------------- |
| 優勝     | JAPAN Red （森本裕介、山本良幸、多田竜也、山本桂太朗、大嶋あやの）                                                                   | 310pt    | 4名        | 18.62秒    | 300pt    | 130pt        | 森本裕介 50.72秒             |
| 2位      | USA （ダニエル・ギル、ジェシー・グラフ 、ショーン・ブライアン、R・J・ローマン、ジョー・モラフスキー）                                | 170pt    | 2名        | 25.76秒    | 320pt    | 90pt         | ショーン・ブライアン 63.65秒 |
| 3位      | JAPAN Blue （漆原裕治、日置将士、岩本照、渡邊麻衣、川口朋広）                                                                        | 220pt    | 3名        | 27.03秒    | 280pt    | 90pt         |                              |
| 4位      | AUSTRALIA （オリヴィア・ヴィヴィアン 、ザック・ストルツ、アシュリン・ハーバート、サクソン・ジョンストーン、ダニエル・メイソン）      | 280pt    | 5名        | 28.90秒    | 280pt    | 80pt         |                              |
| 5位      | FRANCE （クレマン・グラビエ、モラーヌ・ジェリック、イリアン・シェリフ、ヴァランタン・ドゥカルナン、シャルル・プジャード）            | 150pt    | 3名        | 29.54秒    |          |              |                              |
| 6位      | GERMANY （レネ・キャスリー、フィリップ・ゲーテルト、ヴィクトリア・クレーマー、マーヴィン・ミッターフーバー、ベンジャミン・グラムズ） | 150pt    | 1名        |            |          |              |                              |
| 7位      | JAPAN Legend （長野誠、水野裕子、ケイン・コスギ、山本進悟、山田勝己）                                                                | 120pt    | 0名        |            |          |              |                              |

詳細記録（1st～3rd）
1st STAGE
| チーム         | 背番号 | 名前（太字はキャプテン）     | 出順（ヒート数-ヒート内出順） | 結果（クリア以外は リタイアエリア） | 備考                              | ポイント |
| -------------- | ------ | ---------------------------- | ----------------------------- | ----------------------------------- | --------------------------------- | -------- |
| 日本 Red       | 2      | 山本良幸                     | 1-7                           | クリア                              | 65.61秒                           | 70pt     |
| オーストラリア | 3      | アシュリン・ハーバート       | 1-4                           | クリア                              | 68.45秒                           | 60pt     |
| ドイツ         | 5      | ベンジャミン・グラムズ       | 2-2                           | クリア                              | 77.64秒                           | 70pt     |
| オーストラリア | 2      | ザック・ストルツ             | 5-2                           | クリア                              | 80.62秒                           | 70pt     |
| 日本 Red       | 3      | 多田竜也                     | 4-5                           | クリア                              | 85.42秒                           | 70pt     |
| 日本 Red       | 1      | 森本裕介                     | 5-1                           | クリア                              | 86.98秒                           | 60pt     |
| 日本 Red       | 4      | 山本桂太朗                   | 2-7                           | クリア                              | 87.68秒                           | 60pt     |
| オーストラリア | 5      | ダニエル・メイソン           | 2-6                           | クリア                              | 90.28秒                           | 50pt     |
| 日本 Blue      | 5      | 川口朋広                     | 4-4                           | クリア                              | 91.42秒                           | 60pt     |
| 日本 Blue      | 2      | 日置将士                     | 1-5                           | クリア                              | 98.75秒                           | 50pt     |
| フランス       | 3      | イリアン・シェリフ           | 4-1                           | クリア                              | 99.07秒                           | 50pt     |
| アメリカ合衆国 | 3      | ショーン・ブライアン         | 2-1                           | クリア                              | 101.52秒                          | 40pt     |
| アメリカ合衆国 | 2      | ジェシー・グラフ             | 3-4                           | クリア                              | 105.18秒                          | 70pt     |
| 日本 Blue      | 1      | 漆原裕治                     | 5-3                           | クリア                              | 107.87秒                          | 50pt     |
| フランス       | 1      | クレマン・グラビエ           | 1-3                           | クリア                              | 107.88秒                          | 40pt     |
| フランス       | 4      | ヴァランタン・ドゥカルナン   | 2-4                           | クリア                              | 114.51秒                          | 30pt     |
| オーストラリア | 4      | サクソン・ジョンストーン     | 4-6                           | クリア                              | 120.09秒                          | 40pt     |
| オーストラリア | 1      | オリヴィア・ヴィヴィアン     | 3-5                           | クリア                              | 127.81秒                          | 60pt     |
| 日本 Red       | 5      | 大嶋あやの                   | 3-6                           | そり立つ壁                          | タイムアップ                      | 50pt     |
| 日本 Legend    | 1      | 長野誠                       | 5-7                           | そり立つ壁                          | タイムアップ                      | 30pt     |
| アメリカ合衆国 | 1      | ダニエル・ギル               | 5-6                           | そり立つ壁                          | コースアウト                      | 40pt     |
| ドイツ         | 4      | マーヴィン・ミッターフーバー | 4-2                           | ドラゴングライダー                  | 2本目への移行失敗                 | 30pt     |
| フランス       | 5      | シャルル・プジャード         | 5-5                           | ドラゴングライダー                  | 2本目への移行失敗                 | 20pt     |
| 日本 Legend    | 4      | 山本進悟                     | 1-1                           | ドラゴングライダー                  | 1本目キャッチ失敗                 | 30pt     |
| 日本 Blue      | 4      | 渡邊麻衣                     | 3-2                           | ドラゴングライダー                  | 1本目キャッチ失敗                 | 40pt     |
| ドイツ         | 1      | レネ・キャスリー             | 1-2                           | ツインダイヤ                        | 2個目への飛び移り失敗             | 20pt     |
| 日本 Blue      | 3      | 岩本照                       | 2-5                           | ツインダイヤ                        | 2個目への飛び移り失敗             | 20pt     |
| 日本 Legend    | 2      | 水野裕子                     | 3-1                           | ツインダイヤ                        | 1個目滑落                         | 30pt     |
| アメリカ合衆国 | 4      | R・J・ローマン               | 1-6                           | フィッシュボーン                    | 4本目                             | 10pt     |
| 日本 Legend    | 5      | 山田勝己                     | 4-3                           | フィッシュボーン                    | 4本目                             | 20pt     |
| ドイツ         | 2      | フィリップ・ゲーテルト       | 5-4                           | フィッシュボーン                    | 4本目・ボーンを掴み止めたため失格 | 10pt     |
| ドイツ         | 3      | ヴィクトリア・クレーマー     | 3-7                           | フィッシュボーン                    | 3→4本目                           | 20pt     |
| 日本 Legend    | 3      | ケイン・コスギ               | 2-3                           | ウィングスライダー                  |                                   | 10pt     |
| フランス       | 2      | モラーヌ・ジェリック         | 3-3                           | ウィングスライダー                  |                                   | 10pt     |
| アメリカ合衆国 | 5      | ジョー・モラフスキー         | 4-7                           | ローリングヒル                      | 下り                              | 10pt     |

2nd STAGE
| チーム         | 背番号 | 名前（太字はキャプテン） | 出順 | タイム          |
| -------------- | ------ | ------------------------ | ---- | --------------- |
| 日本 Red       | 2      | 山本良幸                 | 4    | 8.95秒          |
| フランス       | 1      | クレマン・グラビエ       | 1    | 9.54秒          |
| 日本 Red       | 3      | 多田竜也                 | 2    | 9.67秒          |
| 日本 Blue      | 2      | 日置将士                 | 2    | 11.60秒         |
| アメリカ合衆国 | 5      | ジョー・モラフスキー     | 1    | 12.67秒         |
| アメリカ合衆国 | 4      | R・J・ローマン           | 4    | 13.09秒         |
| オーストラリア | 5      | ダニエル・メイソン       | 3    | 14.02秒         |
| オーストラリア | 3      | アシュリン・ハーバート   | 5    | 14.88秒         |
| 日本 Blue      | 5      | 川口朋広                 | 5    | 15.43秒         |
| フランス       | 5      | シャルル・プジャード     | 3    | 20.00秒（落下） |

3rd STAGE
| チーム         | 背番号 | 名前（太字はキャプテン） | 出順（ヒート数-ヒート内出順） | エリア                     | 備考                 | ポイント |
| -------------- | ------ | ------------------------ | ----------------------------- | -------------------------- | -------------------- | -------- |
| 日本 Red       | 1      | 森本裕介                 | 4-3                           | バーティカルリミット.BURST | 第5→第6突起          | 130pt    |
| アメリカ合衆国 | 5      | ジョー・モラフスキー     | 1-3                           | クリフディメンション       | 2本目→3本目          | 90pt     |
| 日本 Blue      | 5      | 川口朋広                 | 3-1                           | クリフディメンション       | 2本目→3本目          | 90pt     |
| 日本 Red       | 2      | 山本良幸                 | 3-2                           | クリフディメンション       | 2本目→3本目          | 90pt     |
| アメリカ合衆国 | 1      | ダニエル・ギル           | 3-4                           | クリフディメンション       | 2本目→3本目          | 90pt     |
| 日本 Blue      | 1      | 漆原裕治                 | 4-2                           | クリフディメンション       | 2本目→3本目          | 90pt     |
| オーストラリア | 2      | ザック・ストルツ         | 1-1                           | クリフディメンション       | 1本目→2本目          | 80pt     |
| 日本 Blue      | 3      | 岩本照                   | 1-2                           | クリフディメンション       | 1本目→2本目          | 80pt     |
| アメリカ合衆国 | 2      | ジェシー・グラフ         | 2-4                           | クリフディメンション       | 1本目→2本目          | 80pt     |
| オーストラリア | 4      | サクソン・ジョンストーン | 3-3                           | クリフディメンション       | 1本目→2本目          | 80pt     |
| オーストラリア | 3      | アシュリン・ハーバート   | 4-1                           | クリフディメンション       | 1本目→2本目          | 80pt     |
| 日本 Red       | 4      | 山本桂太朗               | 1-4                           | スイングエッジ             | 1個目→2個目          | 60pt     |
| アメリカ合衆国 | 4      | R・J・ローマン           | 4-4                           | スイングエッジ             | 1個目→2個目          | 60pt     |
| オーストラリア | 1      | オリヴィア・ヴィヴィアン | 2-3                           | サイドワインダー           | 2本目→3本目          | 40pt     |
| 日本 Red       | 5      | 大嶋あやの               | 2-1                           | サイドワインダー           | フライングバー→1本目 | 20pt     |
| 日本 Blue      | 4      | 渡邊麻衣                 | 2-2                           | サイドワインダー           | フライングバー→1本目 | 20pt     |